# 가자
가자 또는 가자 시티는 팔레스타인의 가자 지구에 있는 도시이자 가자주의 주도이다. 예루살렘에서 남서쪽으로 76.6km 떨어진 지중해 연안에 위치해 있으며, 팔레스타인 유일의 항구가 있었다. 2017년 기준 인구는 590,481명으로, 가자 시티는 가자 전쟁으로 인해 대부분의 인구가 이주하기 전까지 팔레스타인에서 가장 인구가 많은 도시였다.
적어도 기원전 15세기부터 사람이 살았던 가자 시티는 역사 전반에 걸쳐 다양한 민족과 제국의 지배를 받았다. 고대 이집트인들이 거의 350년 동안 통치한 후, 블레셋인들은 이곳을 오국의 일부로 만들었다. 로마 제국 하에서 가자 시티는 상대적인 평화를 누렸고 지중해 항구는 번성했다. 서기 635년, 이곳은 라시둔군에 의해 정복된 팔레스타인 지역 최초의 도시가 되었고 빠르게 이슬람 법의 중심지로 발전했다. 그러나 1099년 십자군 국가가 설립될 무렵, 가자 시티는 폐허가 되었다. 이후 수세기 동안 가자 시티는 몽골 침입부터 심각한 홍수와 메뚜기떼에 이르기까지 여러 어려움을 겪었으며, 16세기 오스만 제국에 편입될 무렵에는 마을로 전락했다. 오스만 통치 전반기 동안 리드완 왕조는 가자 시티를 통치했고, 도시는 상업과 평화의 시대를 맞이했다. 가자 시티 자치 단체는 1893년에 설립되었다.
가자 시티는 제1차 세계 대전 중 영국군에게 함락되어 팔레스타인 위임통치령의 일부가 되었다. 1948년 아랍-이스라엘 전쟁의 결과로 이집트가 새로 형성된 가자 지구 영토를 관리하게 되었고 도시에는 여러 개선 작업이 이루어졌다. 전쟁과 그로 인한 나크바로 인해 이주한 팔레스타인 난민들의 유입으로 인구가 급증했다. 가자 시티는 1967년 제3차 중동 전쟁에서 이스라엘에 점령되었고, 1993년에는 새로 창설된 팔레스타인 자치 정부로 이관되었다. 2006년 선거 이후 몇 달 동안, 팔레스타인 정치 세력인 파타와 하마스 사이에 무장 분쟁이 발발하여 후자가 가자에서 권력을 장악하게 되었다. 그 후 가자 지구는 이스라엘 주도, 이집트 지원의 봉쇄에 시달렸다. 이스라엘은 2010년 6월 소비재를 허용하면서 봉쇄를 완화했고, 이집트는 2011년 라파 국경검문소를 보행자에게 다시 개방했다. 2023년 10월 가자 전쟁 발발 이후 이스라엘의 공습으로 도시가 크게 파괴되었으며, 여기에는 가자 옛 시가지에 있는 상당한 양의 중요한 문화유산도 포함된다.
가자 시티의 주요 경제 활동은 소규모 산업과 농업이다. 그러나 봉쇄와 반복되는 분쟁으로 경제는 심각한 압박을 받고 있다. 가자 시티의 팔레스타인 주민 대다수는 무슬림이지만, 기독교인 소수 민족도 있다. 가자 시티는 인구가 매우 젊으며, 약 75%가 25세 미만이다. 현재 8월 2025 기준으로 많은 주민들이 북부 이스라엘의 행동으로 인해 가자 지구 남부로 도피하거나 대피했거나 사망했다. 따라서 이전에 기록되거나 추정된 인구수는 시대에 뒤떨어졌다.

## 어원
가자라는 이름은 기원전 15세기 이집트의 투트모세 3세의 군사 기록에 처음 등장하며, 14세기 아마르나 문서에는 Āl Ĥazzati와 다른 변형 철자로 언급되었다. 그러나 이 이름은 이 언어들 중 어느 언어에서도 유래한 것이 아님이 분명하다.
도시의 현대 히브리어 이름인 עַזָּה‎ ʻAzzā를 바탕으로, 흔한 민간어원은 이 이름이 히브리어 어근 ע-ז-ז‎ ʻayin-zayin-zayin에서 유래했다고 주장하며, 이 어근에서 힘과 사나움과 관련된 단어들이 파생된다고 한다. 그러나 이것은 가능성이 낮다. 어근 ע-ז-ז‎의 ע‎는 원시 셈어의 *ʻ 소리에 해당하며 (히브리어 עַז‎ ʻaz를 아랍어 عَزَّ‎ ʻazza와 비교해 보면 둘 다 "강하고, 강력하고, 힘이 있다"는 뜻), 아랍어 (غَزَّة‎, Ḡazza), 그리스어 (Γάζα, Gáza), 이집트어 (gꜣḏꜣtw)로 된 도시의 이름에서 가자의 이름이 원래 히브리어에서 초기 *ġ (ʁ) 소리로 발음되었을 가능성이 높으며, 따라서 עַז‎ ʻaz와 같은 ע-ז-ז‎ 어근에서 유래했을 수 없다.
역사적으로 무슬림들은 종종 하심을 기리기 위해 도시를 가지야트 하심이라고 불렀다. 이슬람 신화에 따르면, 무함마드의 증조부인 하심은 이 도시에 묻혀 있다고 전해진다.

## 역사
가자의 거주 역사는 5,000년 전으로 거슬러 올라가 세계에서 가장 오래된 도시 중 하나이다. 북아프리카와 레반트 사이의 지중해 해안 도로에 위치하여, 역사 대부분 동안 남부 팔레스타인의 주요 중계 무역항이자 홍해를 가로지르는 향신료 무역 경로의 중요한 경유지 역할을 했다.

### 청동기 시대 초기
가자 지역의 정착은 현재 가자 남쪽에 있는 텔 에스 사칸에 가나안 영토에 건설된 고대 이집트 요새로 거슬러 올라간다. 이 유적지는 기원전 약 3000년까지 사람이 살았다. 기원전 약 2600년경에 정착지가 재건되었고 이번에는 가나안인들이 거주했다. 텔 에스 사칸은 기원전 약 2300년경에 다시 버려졌다.

### 청동기 시대 중기
와디 가자 강변을 따라 텔 엘 아줄이라는 또 다른 도시 중심지가 성장하기 시작했다.

### 청동기 시대 후기
투트모세 3세 (재위 기원전 1479-1425년) 통치 기간 동안 도시는 시리아-이집트 대상로의 정류장이 되었고 14세기 아마르나 문서에는 "아자티"로 언급되었다. 가자는 나중에 가나안에서 이집트의 행정 수도 역할을 했다. 가자는 기원전 12세기 블레셋인에게 정복될 때까지 350년 동안 이집트의 지배를 받았다.

### 철기 시대
기원전 12세기에 가자는 블레셋의 "오국"의 일부가 되었다. 가자는 페르시아 제국 하에서 상대적인 독립과 번영을 누렸다.
| \| \| 가자 지구 팔레스타인 \| v • d • e • h \|        |                      |               |
| 북가자주 가자주 가자 데이르알발라주 칸유니스주 라파주 |                      |               |
| Flag of Palestine                                     | 가자 지구 팔레스타인 | v • d • e • h |

### 헬레니즘 시대
알렉산드로스 대왕은 이집트 정복 길에 저항하는 마지막 도시인 가자를 기원전 332년 점령하기 전까지 5개월 동안 포위했다. 주민들은 죽임을 당하거나 포로로 잡혔다. 알렉산드로스는 현지 베두인족을 데려와 가자를 재정착시키고 도시를 폴리스 (또는 "도시국가")로 조직했다.
셀레우코스 제국 시대에 셀레우코스 1세 니카토르 또는 그의 후계자 중 한 명이 프톨레마이오스에 대항하여 주변 지역을 통제하기 위해 가자를 셀레우키아로 개명했다. 이에 따라 그리스 문화가 뿌리내렸고, 가자는 헬레니즘 학문과 철학의 번성하는 중심지로 명성을 얻었다. 제3차 디아도코이 전쟁 중, 프톨레마이오스 1세 소테르는 기원전 312년 가자 근처 전투에서 데메트리오스 1세 폴리오르케테스를 격파했다. 기원전 277년, 프톨레마이오스 2세가 나바테아인에 대한 성공적인 캠페인에 이어 가자의 프톨레마이오스 요새는 게라 및 남아라비아와의 향신료 무역을 통제하게 되었다.
가자는 기원전 96년 하스몬 왕국의 왕 알렉산드르 얀나이오스에 의해 또 다른 포위를 겪었고, 그는 아폴론 신전으로 피신한 500명의 원로원 의원들을 죽이며 도시를 "완전히 전복시켰다."

### 로마 시대

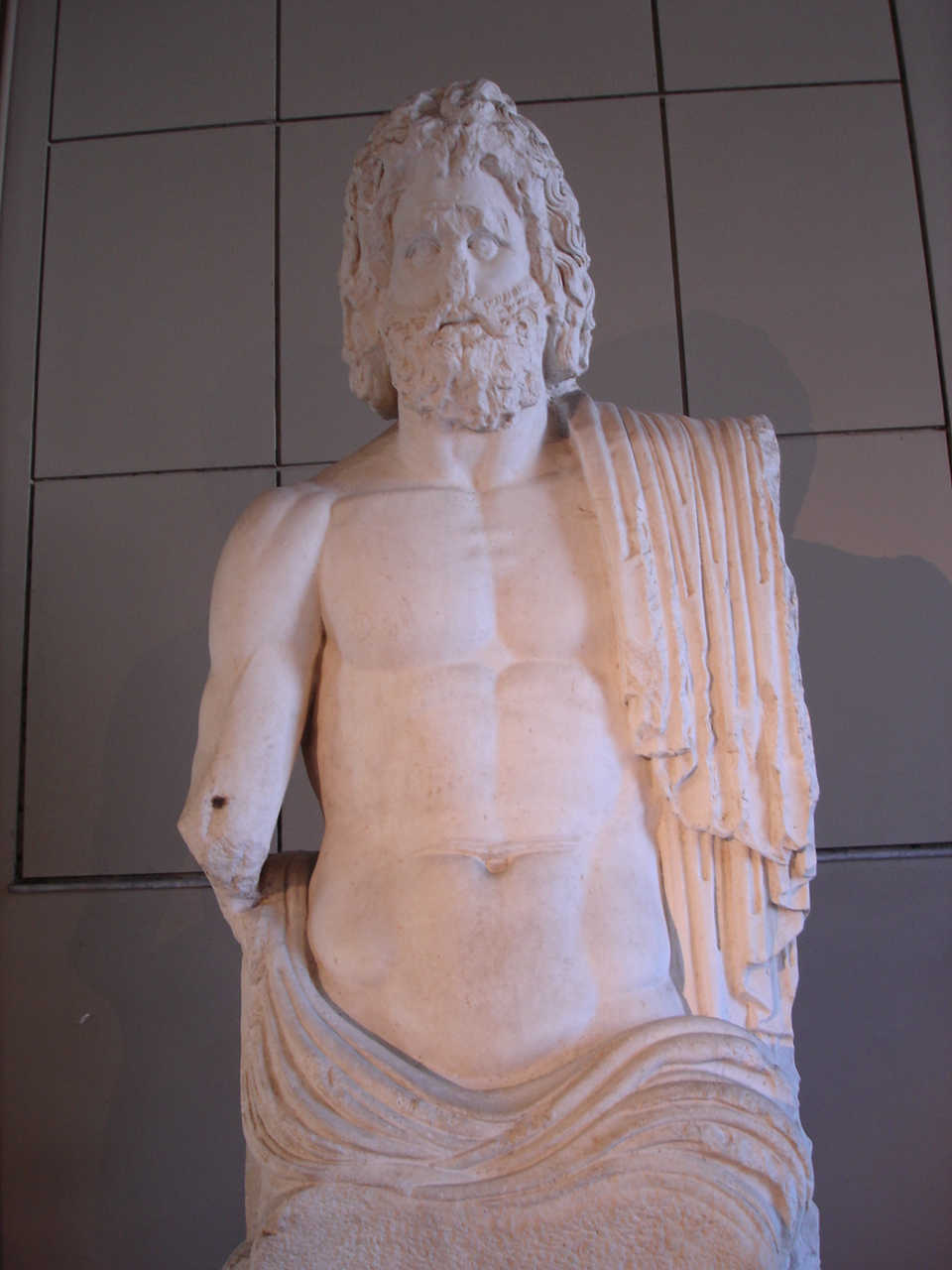
20세기에 가자에서 발굴된 제우스상

플라비우스 요세푸스는 가자가 안티파테르의 통치 하에 재정착되었으며, 안티파테르는 얀나이오스에 의해 이두메아 총독으로 임명된 후 가자 주민들, 아스칼론 주민들 및 이웃 도시들과 우호적인 관계를 유지했다고 기록했다.
기원전 63년 폼페이우스 마그누스의 지휘 아래 로마 제국에 편입된 후 재건된 가자는 유대 로마 속주의 일부가 되었다. 서기 66년 로마 통치에 대항하는 유대인 반란 중 유대 군대의 공격을 받아 부분적으로 파괴되었다. 그러나 제1차 유대-로마 전쟁 중 예루살렘의 파괴 이후에도 더욱 중요한 도시로 남았다. 이어서, 그리고 바르 코크바의 난 (서기 132-136년)이 끝날 때에도 포로들이 가자에서 노예로 팔렸다.
로마 시대 내내 가자는 번성하는 도시였으며 여러 로마 황제로부터 특혜와 관심을 받았다. 500명의 원로원이 가자를 통치했고, 다양한 그리스인, 로마인, 페니키아인, 유대인, 이집트인, 페르시아인, 베두인족이 도시에 거주했다. 가자의 조폐국은 신들과 로마 황제의 흉상으로 장식된 주화를 발행했다. 서기 130년에 방문했을 때, 하드리아누스 황제는 가자의 새로운 경기장에서 레슬링, 권투, 웅변 대회를 직접 개막했다. 도시는 많은 이교 사원으로 장식되었으며, 주된 숭배 대상은 마르나스였다. 다른 사원들은 제우스, 헬리오스, 아프로디테, 아폴론, 아테나 및 지역 티케에게 봉헌되었다. 기독교는 서기 250년부터 가자 전역에 퍼지기 시작했으며, 마이우마 항구도 포함된다.
가자 주교에 대한 최초의 증거는 4세기 초 성 실바누스가 그 직책을 맡았을 때이다.

### 비잔틴 시대
3세기 로마 제국 분열 이후, 가자는 동로마 제국의 통제 하에 있었고, 동로마 제국은 다시 비잔틴 제국이 되었다. 도시는 번성했으며 남부 팔레스타인의 중요한 중심지였다. 가자에 기독교 주교구가 설립되었다. 가자에서 기독교로의 개종은 396년부터 420년까지 성 포르피리우스 하에서 가속화되었다. 402년, 테오도시우스 2세는 도시의 이교 사원 8개를 모두 파괴하도록 명령했고, 4년 후 에일리아 에우도키아 황후는 마르나스 신전 유적 위에 교회를 건설하도록 의뢰했다. 이 시기에 기독교 철학자 아에네아스 가젠시스는 자신의 고향인 가자를 "아시아의 아테네"라고 불렀다. 6세기 가자에는 큰 시나고그가 존재했다는 것이 발굴을 통해 밝혀졌다.

### 초기 이슬람 시대
638년c. 가자는 암르 이븐 알 아스 휘하의 아랍 무슬림 군대에 의해 점령되었다. 이는 중부 팔레스타인에서 비잔틴 제국과 라시둔 칼리파국 사이에 벌어진 아즈나다인 전투 이후 몇 년 뒤의 일이다. 약 3년 뒤 암르의 군대에 의해 점령되었다. 무함마드의 증조부인 하심 이븐 압드 마나프가 묻힌 곳으로 여겨지는 가자는 도시의 완강하고 오랜 저항에도 불구하고 파괴되지 않았고, 주민들은 암르의 군대에게 공격받지 않았지만, 비잔틴 주둔군은 학살당했다.

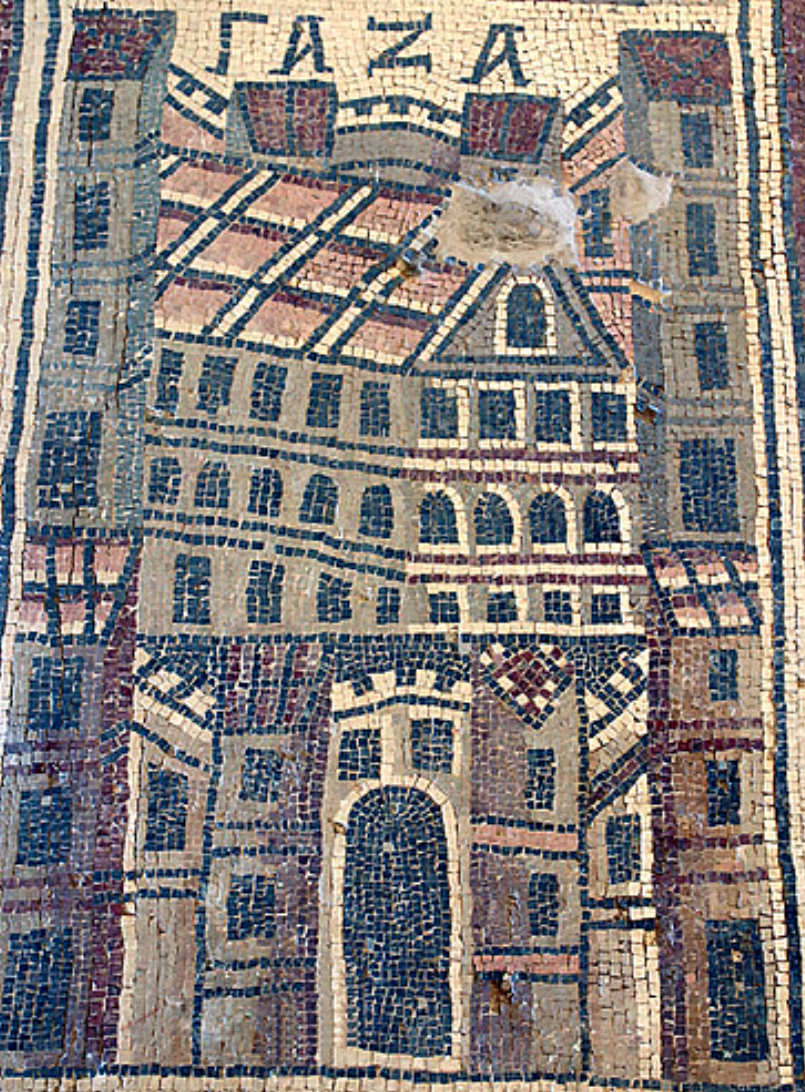
아바스 칼리파국 시대인 서기 8세기경 비잔틴 움 아르 라사스 모자이크에 묘사된 가자 건물

무슬림 아랍인의 도착은 가자에 상당한 변화를 가져왔다. 처음에는 몇몇 교회들이 모스크로 바뀌었고, 그 중에는 현재 가자 대모스크 (도시에서 가장 오래된 모스크)도 포함되었다. 이 모스크는 나중에 술탄 바이바르스에 의해 재건되었으며, 그는 13세기에 2만 권이 넘는 사본 도서관을 기증했다. 인구의 상당 부분이 이슬람을 빠르게 받아들였고, 아랍어가 공용어가 되었다. 767년 알샤피가 가자에서 태어나 어린 시절을 보냈다. 그는 4대 수니파 무슬림 법학 학파 (피끄흐) 중 하나인 샤피이 학파를 설립했다. 초기 무슬림 통치 기간 동안 잘 유지된 치안은 가자 번영의 핵심이었다. 술은 이슬람에서 금지되었지만, 유대인과 기독교 공동체는 포도주 생산을 유지할 수 있었고, 도시의 주요 환금 작물인 포도는 주로 이집트로 수출되었다.
사막과 접해 있었기 때문에 가자는 분쟁 중인 유랑민 집단에 취약했다. 796년에 이 지역의 아랍 부족 간의 내전 중에 파괴되었다. 그러나 10세기경에는 아바스 왕조에 의해 도시가 재건되었다. 아바스 왕조 통치 기간 동안 지리학자 알무카다시는 가자를 "사막 경계의 이집트 고속도로에 위치한 큰 도시"라고 묘사했다. 978년, 파티마 왕조는 다마스쿠스의 튀르크 통치자인 알프타킨과 협정을 맺어, 파티마 왕조는 이집트를 포함한 가자 및 그 남쪽 지역을 통제하고, 알프타킨은 도시 북쪽 지역을 통제하기로 했다.

### 십자군 및 아이유브 왕조 시대
제1차 십자군은 1100년에 가자를 정복했고 예루살렘의 보두앵 3세는 1149년에 성전기사단을 위해 도시에 성을 건설했다. 그는 또한 대모스크를 다시 교회, 즉 성 요한 대성당으로 개조했다. 1154년, 아랍 여행가 이드리시는 가자를 "오늘날 매우 인구가 많고 십자군의 손에 있다"고 썼다. 1187년 살라딘이 이끄는 아이유브 술탄국은 가자를 점령했고 1191년에 도시의 요새를 파괴했다. 사자심왕 리처드는 1192년에 도시를 다시 요새화했지만, 1193년 람라 조약의 결과로 성벽은 다시 해체되었다. 아이유브 왕조의 통치는 1260년에 끝났는데, 훌라구 칸 휘하의 몽골군이 가자를 완전히 파괴하여 가자는 몽골군의 최남단 정복지가 되었다.

### 맘루크 시대
몽골군에 의한 가자 파괴 후, 이집트에 기반을 둔 무슬림 노예 병사들인 맘루크 왕조가 이 지역을 통치하기 시작했다. 1277년, 맘루크 왕조는 가자를 자신의 이름을 딴 주, 즉 맘라카트 가자(가자 통치국)의 수도로 삼았다. 이 지역은 남쪽의 라파에서 북쪽의 카이사레아 바로 북쪽까지, 그리고 동쪽으로는 사마리아 고원과 헤브론 언덕까지 팔레스타인 해안 평원을 따라 뻗어 있었다. 이 지방의 다른 주요 도시로는 카쿤, 루드, 라믈라 등이 있었다. 맘루크 왕조 하에서 평화의 시기를 맞이한 가자는 1290년에 끝난 십자군에 대한 공세에서 전초 기지로 사용되었다. 1294년에 지진이 가자를 강타했고, 5년 후 몽골군은 맘루크 왕조가 복원했던 모든 것을 다시 파괴했다. 시리아 지리학자 알디마시끼는 1300년에 가자를 "나무가 너무 많아 땅에 펼쳐진 브로케이드 천처럼 보이는 도시"라고 묘사했다. 에미르 산자르 알 자울리의 통치 하에 가자는 번성하는 도시로 변모했으며, 맘루크 시대 건축의 대부분은 1311년에서 1320년, 그리고 1342년 그의 통치 시대로 거슬러 올라간다. 1348년 가래톳페스트가 도시에 퍼져 주민 대부분이 사망했고, 1352년에는 가자에서 파괴적인 홍수가 발생했는데, 이는 팔레스타인의 건조한 지역에서는 드문 일이었다. 그러나 아랍 작가 이븐 바투타가 1355년에 이 도시를 방문했을 때, 그는 "크고 인구가 많으며, 많은 모스크를 가지고 있다"고 기록했다. 맘루크 왕조는 모스크, 이슬람 대학, 병원, 카라반세라이, 공중 목욕탕을 건설하여 가자의 건축 발전에 기여했다.

맘루크 왕조는 십자군에 의해 추방된 유대인들이 도시로 돌아오는 것을 허용했으며, 유대인 공동체는 맘루크 왕조 통치 기간 동안 번성했다. 맘루크 왕조 시대 말기에는 가자의 유대인 공동체가 사페드와 예루살렘 다음으로 팔레스타인에서 세 번째로 컸다. 1481년, 이탈리아 유대인 여행가 볼테라의 메시람은 가자에 대해 다음과 같이 썼다.
이곳은 훌륭하고 유명한 곳이며, 과일은 매우 유명하고 좋다. 빵과 좋은 포도주를 찾을 수 있지만, 포도주는 유대인만이 만든다. 가자는 둘레가 4마일이고 성벽이 없다. 바다에서 약 6마일 떨어져 있으며 계곡과 언덕에 위치해 있다. 바다의 모래만큼이나 많은 인구가 살고 있으며, 약 50명(60명)의 유대인 가구주, 장인들이 있다. 그들은 작지만 예쁜 시나고그와 포도원, 밭, 집을 가지고 있다.

### 오스만 시대

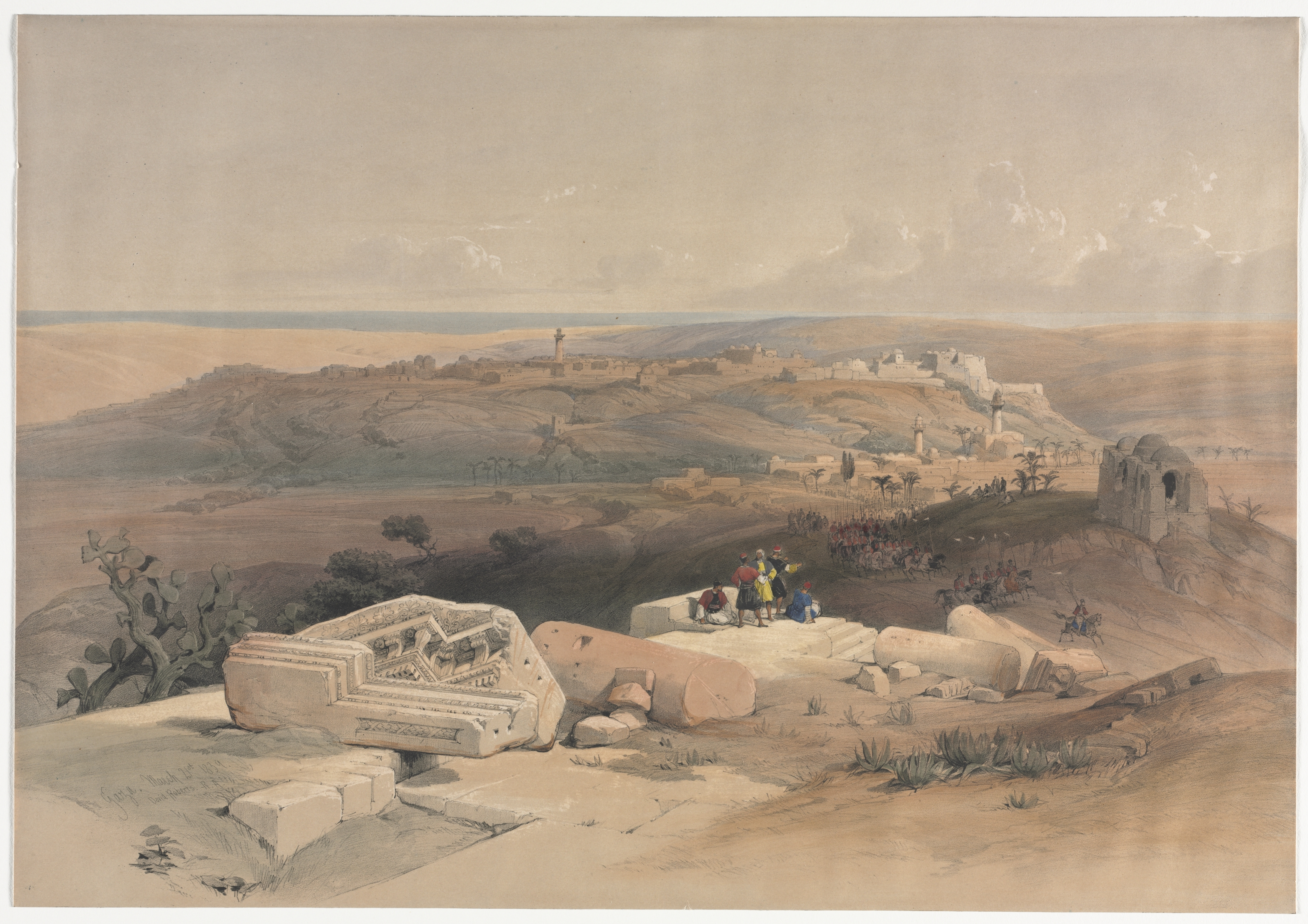
데이비드 로버츠가 1839년에 그린 가자 그림, 성지, 시리아, 이두메아, 아라비아, 이집트, 누비아

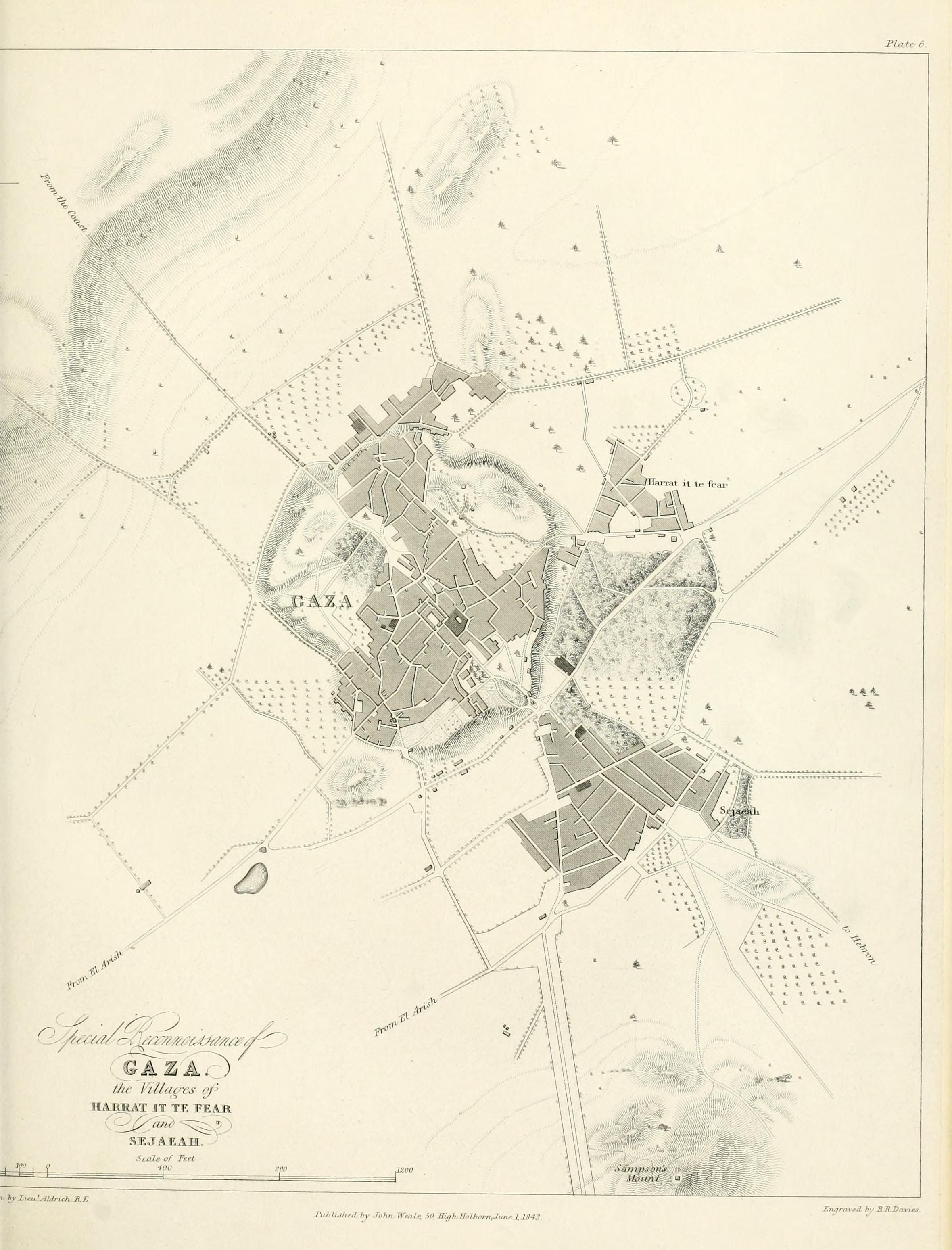
1841년 가자, 1840년 동방 위기 이후 영국 육군 공병대가 지도화함

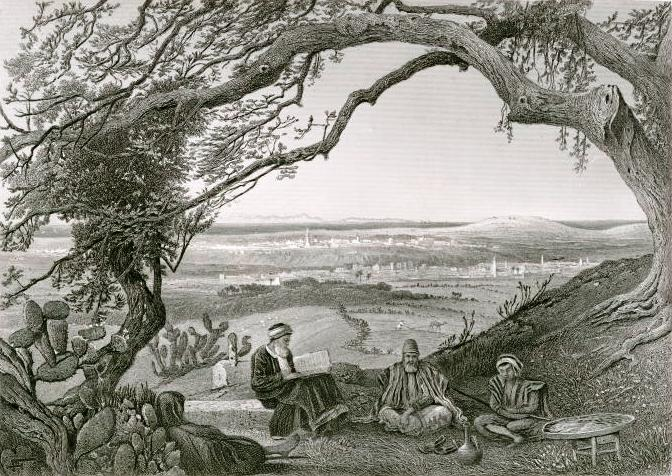
가자를 배경으로 쿠란을 공부하는 무슬림들, 해리 펜의 그림, 1884년경

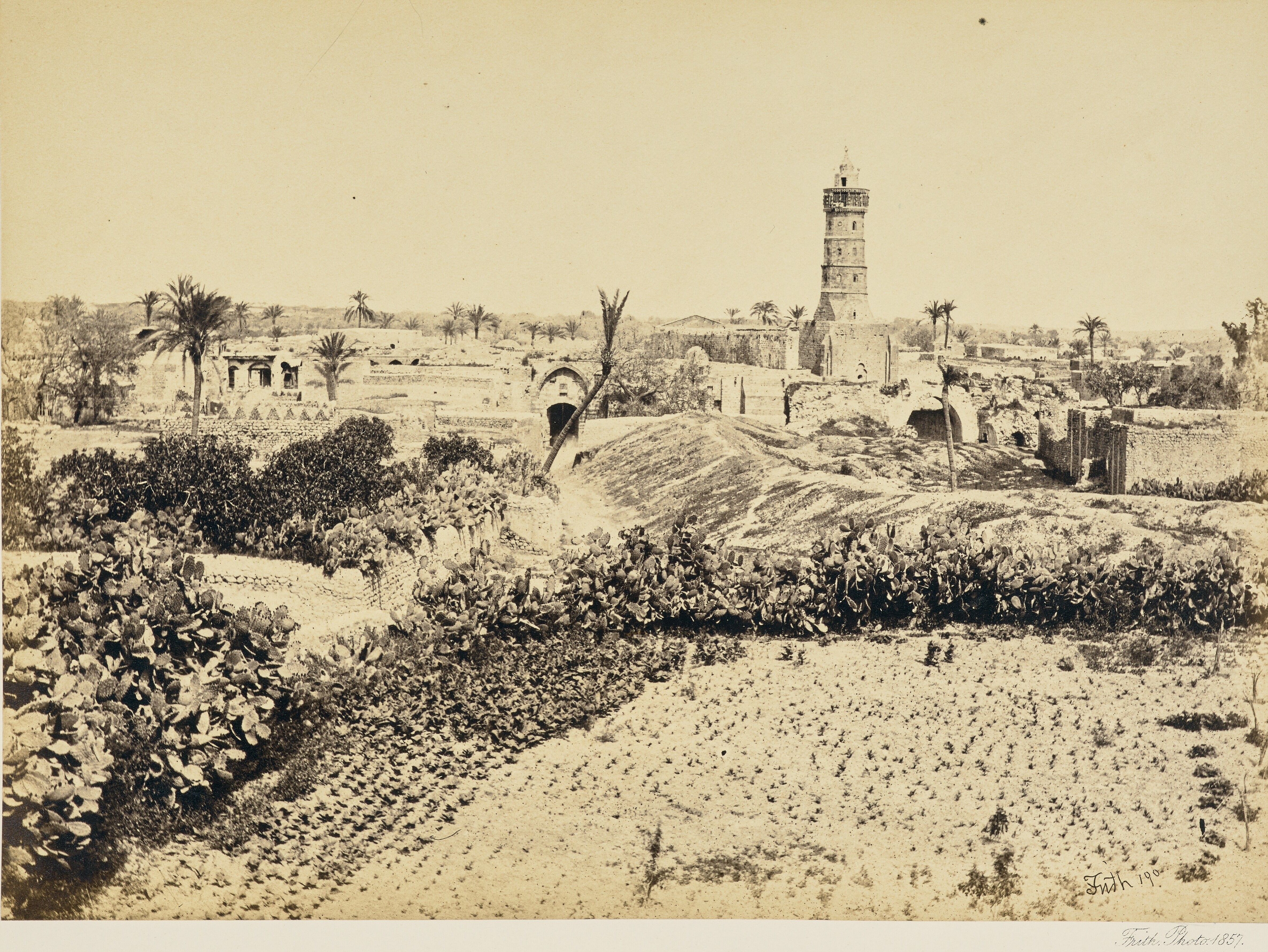
옛 시가지, 가자 (1862–1863). 프랜시스 프리쓰 촬영

1516년 가자는 당시 비활성화된 항구, 폐허가 된 건물, 줄어든 무역을 가진 작은 마을이었는데, 오스만 제국에 편입되었다. 오스만군은 소규모 봉기를 신속하고 효율적으로 진압했으며, 현지 주민들은 일반적으로 그들을 동료 수니 무슬림으로 환영했다. 그 후 도시는 더 큰 다마스쿠스 주의 일부인 가자 산자크의 수도가 되었다. 총독 리드완 파샤의 이름을 딴 리드완 왕조는 가자를 통치한 첫 왕조였으며 한 세기 이상 도시를 계속 통치했다. 아흐마드 이븐 리드완 통치 하에 도시는 총독과 인근 알-라믈라에 기반을 둔 저명한 이슬람 법학자 카이르 알 딘 알람리의 협력 덕분에 문화 및 종교 중심지가 되었다.
1913년에 쓴 시어도어 E. 다울링에 따르면, 1584년에 가자에는 사마리아인 공동체가 존재했다. 그들은 큰 시나고그와 두 개의 목욕탕을 소유했다. "그 중 하나는 여전히 '사마리아인의 목욕탕'이라는 이름을 가지고 있다." 사마리아인들은 16세기 초 이 도시에서 추방된 것으로 추정된다.
후사인 파샤 통치 기간 동안 정착 주민과 인근 베두인 부족 간의 분쟁이 극적으로 줄어들어 가자는 평화롭게 번성할 수 있었다. 리드완 시대는 가자의 황금 시대로 묘사되며, 팔레스타인의 사실상 "수도" 역할을 했다. 대모스크가 복원되었고, 다른 6개의 모스크가 건설되었으며, 튀르크 목욕탕과 시장 가판대가 번성했다. 무사 파샤 (후세인의 후계자) 사망 후, 오스만 관료들이 리드완 가문 대신 통치하도록 임명되었다. 리드완 시대는 오스만 통치 기간 동안 가자의 마지막 황금 시대였다. 가문이 해임된 후, 도시는 점차 쇠퇴했다.
19세기 초부터 가자는 인접한 이집트의 문화적 지배를 받았다. 무함마드 알리는 1832년에 가자를 정복했다. 미국 학자 에드워드 로빈슨은 1838년에 이 도시를 방문하여 예루살렘보다 크고 "인구가 밀집된" 도시로 묘사했으며, 옛 시가지는 언덕 위에, 교외는 인근 평원에 위치해 있다고 설명했다. 이 도시는 이집트와 북시리아 간의 대상로에 위치한 전략적 이점과 정부, 현지 아랍 부족, 와디 아라바와 마안의 베두인과의 무역을 위한 비누 및 면화 생산으로 인해 무역과 상업에서 이점을 얻었다. 가자의 바자르는 잘 공급되었으며 로빈슨은 예루살렘의 바자르보다 "훨씬 좋다"고 언급했다. 로빈슨은 가자의 고대 역사 유적 대부분이 끊임없는 분쟁과 점령으로 인해 사라졌다고 지적했다. 19세기 중반까지 가자 항구는 야파와 하이파 항구에 의해 가려졌지만, 어선단을 유지했다.
가래톳페스트가 1839년 가자를 다시 강타했고, 정치적, 경제적 안정 부족으로 도시는 침체 상태에 빠졌다. 1840년 이집트와 오스만군은 가자 외곽에서 전투를 벌였다. 오스만군은 영토를 장악하여 팔레스타인에 대한 이집트의 통치를 효과적으로 끝냈다. 그러나 전투는 가자에 더 많은 죽음과 파괴를 가져왔다.
오스만 제국 말기, 가자에 정박한 영국 선박들은 주로 스카치 위스키 생산을 위해 스코틀랜드에서 판매될 보리를 싣고 있었다. 영국 영사관 직원이 없었기 때문에 상품의 재정적 가치와 수량에 대한 정확한 데이터는 알 수 없다.

### 분쟁과 점령의 단계

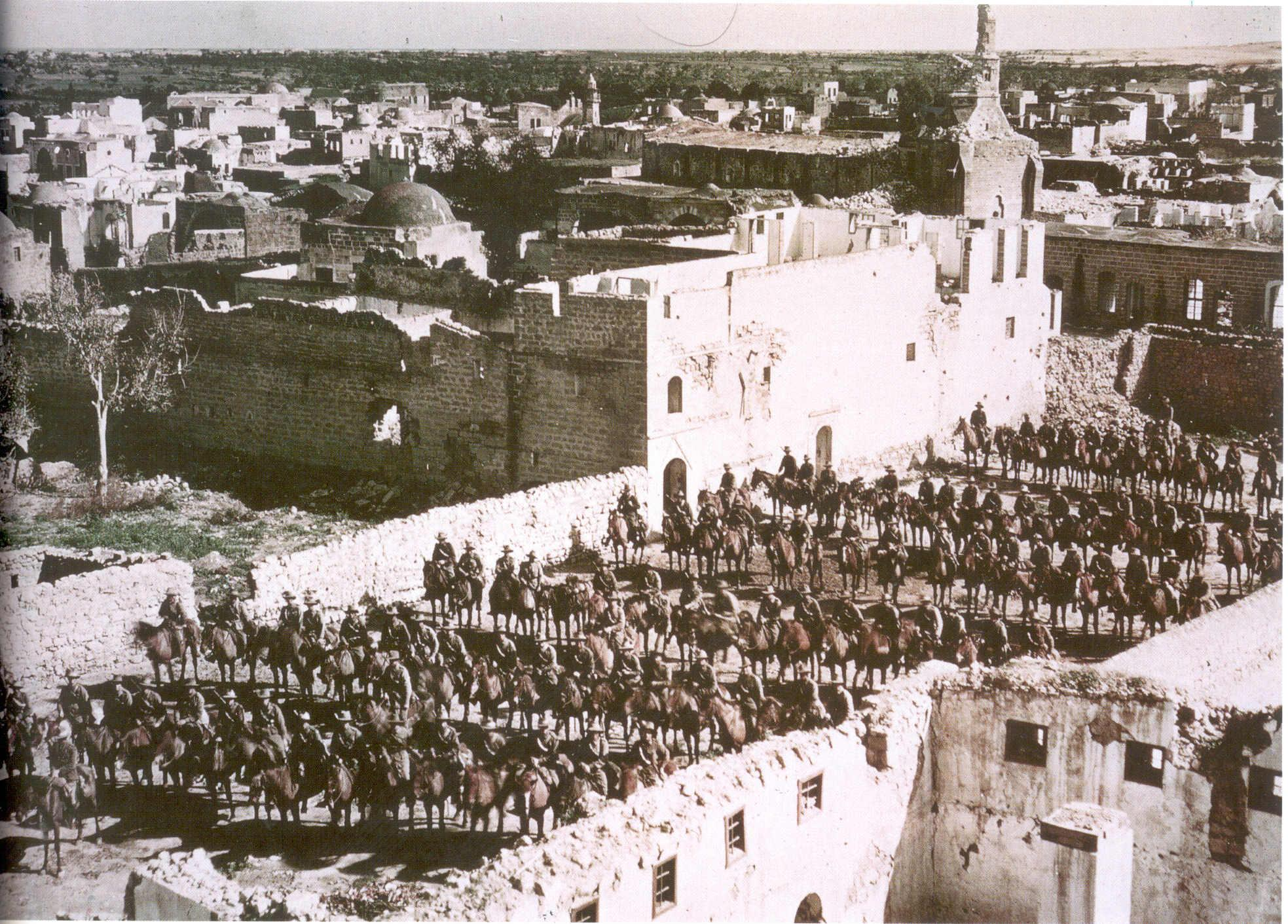
제1차 세계 대전 후 영국군에 항복한 가자, 1918년

연합군을 이끌던 영국은 제1차 세계 대전 중 1917년 제3차 가자 전투에서 도시를 장악했다. 전쟁 후 가자는 팔레스타인 위임통치령에 포함되었다. 1930년대와 1940년대에 가자는 대대적인 확장을 겪었다. 해안을 따라 남쪽과 동쪽 평야에 새로운 주거지가 건설되었다. 국제기구와 선교 단체들이 이 건설의 대부분을 지원했다.
1947년 유엔 분할 계획에서 가자는 팔레스타인 내 아랍 국가의 일부로 지정되었지만, 1948년 1948년 아랍-이스라엘 전쟁 이후 이집트에 점령되었다. 가자의 증가하는 인구는 이스라엘에 점령된 인근 도시, 마을 및 촌락에서 온 난민들의 유입으로 더욱 늘어났다. 1957년, 이집트 대통령 가말 압델 나세르는 가자에서 교육 기회 확대 및 공공 서비스 확충, 주택 제공, 지역 안보군 창설 등을 포함한 여러 개혁을 단행했다.
가자는 1967년 제3차 중동 전쟁 중 이집트 육군의 패배 후 이스라엘에 점령되었다. 1970년대부터 팔레스타인인들과 도시 내 이스라엘 당국 간에 빈번한 충돌이 발생했다. 이러한 긴장은 1987년 제1차 인티파다로 이어졌다. 가자는 이 봉기 동안 대결의 중심지였고, 도시의 경제 상황은 악화되었다.

### 팔레스타인 통제

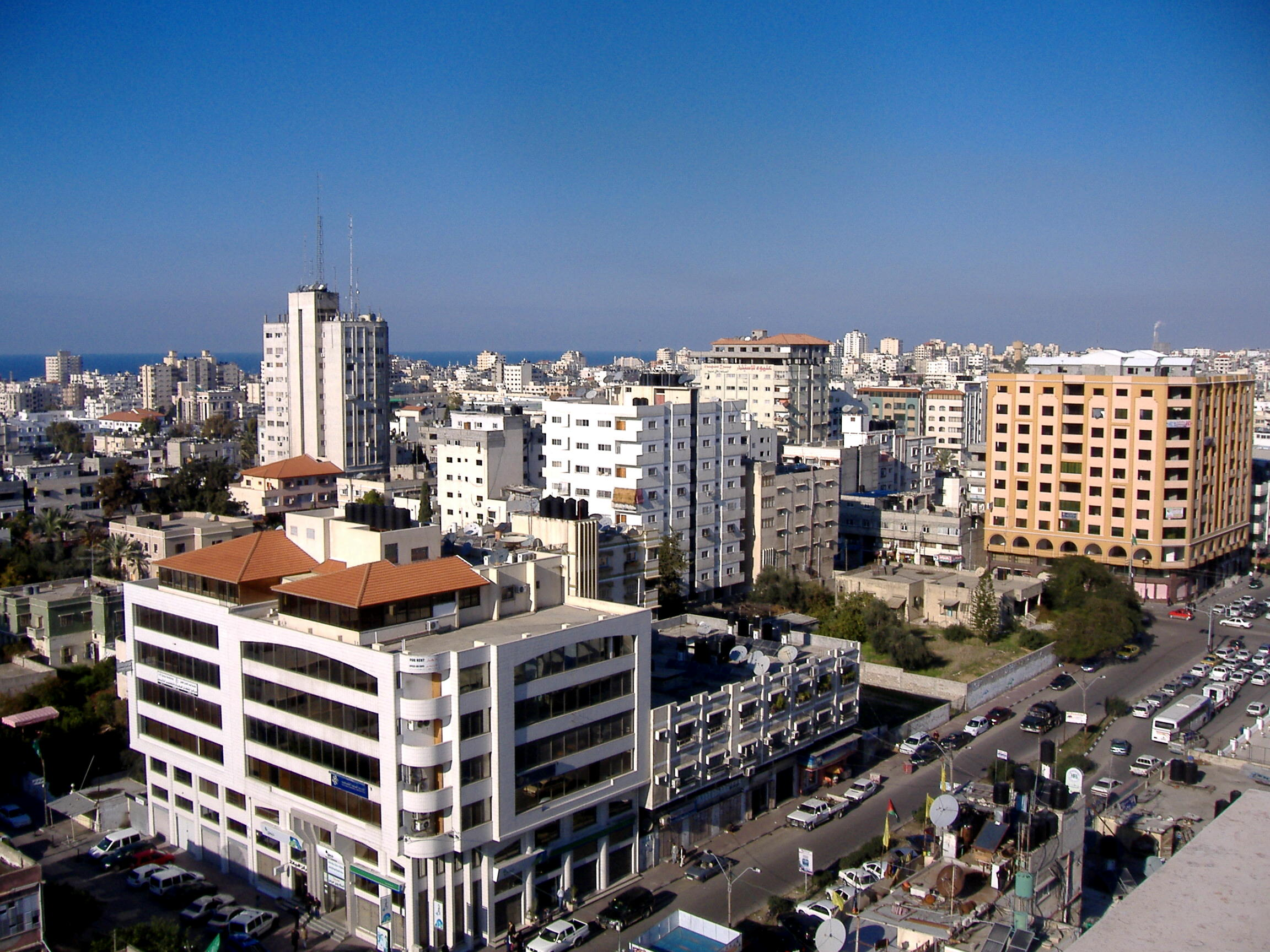
2007년 가자 시티

1993년 9월, 이스라엘과 팔레스타인 해방기구 (PLO) 지도자들은 오슬로 협정에 서명했다. 이 협정은 가자 지구와 요르단강 서안 지구의 도시 예리코에 대한 팔레스타인 행정을 요구했으며, 이는 1994년 5월에 시행되었다. 이스라엘군은 가자에서 철수하여 새로운 팔레스타인 자치 정부 (PNA)가 도시를 행정 및 경찰 업무를 수행하게 했다. 야세르 아라파트가 이끄는 PNA는 가자를 첫 번째 지방 본부로 선택했다. 새로 설립된 팔레스타인 국민평의회는 1996년 3월 가자에서 첫 회의를 개최했다.
2005년 이스라엘은 가자 지구에서 군대를 철수하고 그 지역에 정착했던 수천 명의 이스라엘인들을 철수시켰다. (참고: 2004년 이스라엘 일방적 철수 계획.) 이스라엘 철수 이후, 하마스는 경쟁 팔레스타인 조직 파타와 때로는 폭력적인 권력 투쟁을 벌여왔다. 2006년 1월 25일, 하마스는 2006년 팔레스타인 입법회 (팔레스타인 자치 정부의 입법부) 선거에서 예상 밖의 승리를 거두었다. 2007년 하마스는 가자 지구에서 파타군을 전복시켰고, 이에 대한 대응으로 하마스 회원들은 요르단강 서안 지구의 PNA 정부에서 해고되었다. 대부분의 서방 국가에서 테러 조직으로 인정받는 하마스는 사실상 도시와 지구를 통제하고 있다.

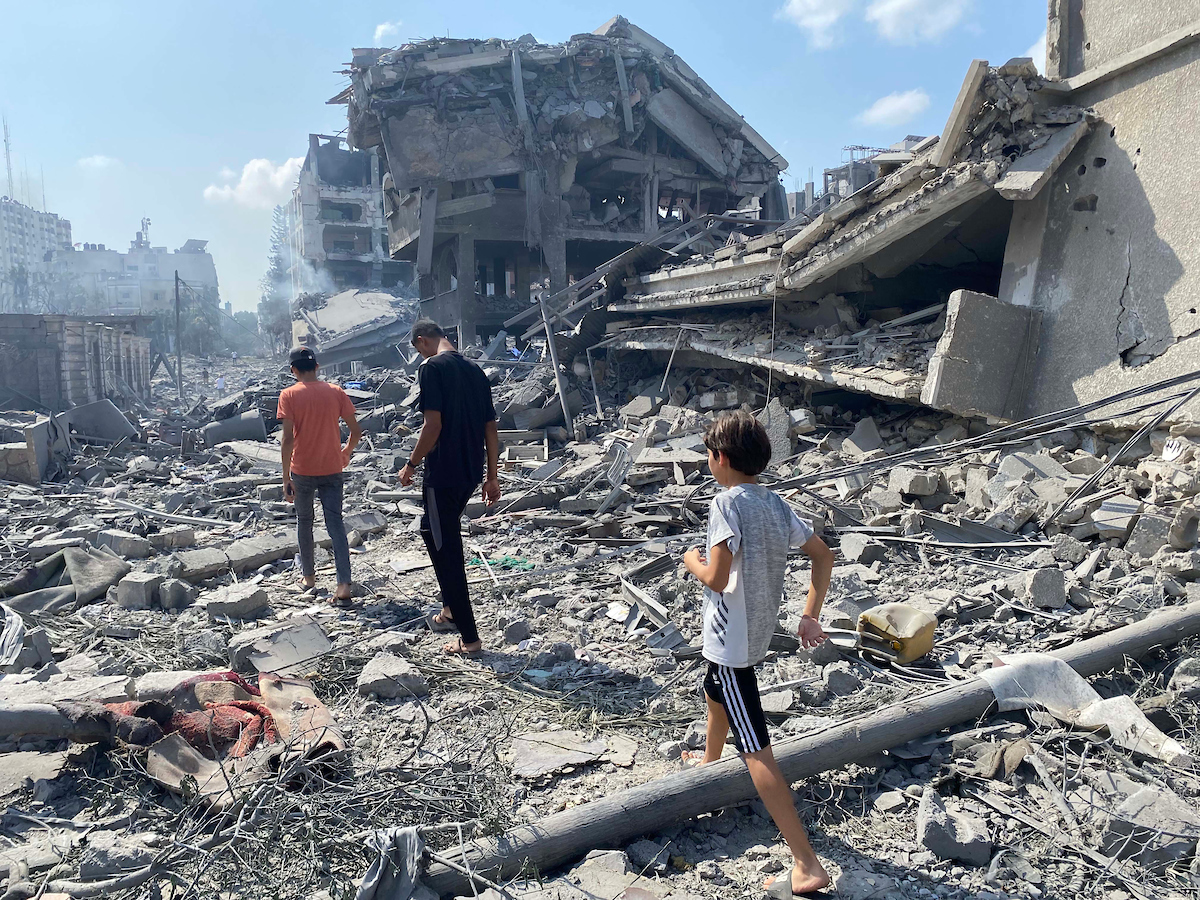
2023년 10월 9일 가자 시티 엘레말 지역

2008년 3월, 인권 단체 연합은 이스라엘의 도시 봉쇄로 가자의 인도주의적 상황이 1967년 제3차 중동 전쟁 이후 이스라엘이 이 지역을 점령한 이래 최악의 상황에 이르렀다고 비난했으며, 밀집된 지역에서 무장 세력을 목표로 한 이스라엘의 공습으로 종종 구경꾼들도 사망했다고 주장했다. 2008년 이스라엘은 가자 공격을 시작했다. 이스라엘은 공격이 2005년부터 가자 지구에서 이스라엘로 반복되는 로켓 및 박격포 공격에 대한 대응이라고 밝혔고, 팔레스타인인들은 이스라엘의 군사 침공과 가자 지구 봉쇄에 대한 대응이라고 밝혔다. 2009년 1월 현재, 최소 1,300명의 팔레스타인인이 분쟁으로 사망했다.
2012년 11월, 이스라엘과 팔레스타인 무장 단체 간의 일주일간의 분쟁 이후, 이집트가 중재한 휴전이 11월 21일 발표되었다. 2014년 이스라엘-가자 분쟁에서는 UN OCHA에 따르면 2,205명의 팔레스타인인(최소 1,483명의 민간인 포함)과 71명의 이스라엘인(군인 66명 포함), 그리고 이스라엘 내 1명의 외국인이 사망했다. 2021년 이스라엘–팔레스타인 위기 기간 동안, 하마스의 정치 사무실이 있던 13층짜리 하나디 타워가 이스라엘의 공습으로 파괴되었다.
2023년, 도시는 가자 전쟁 중 다시 표적이 되었다. 11월 2일, 가자 시티 포위전이 시작되었다. 2024년 1월 현재, 이스라엘의 공세로 가자 북부의 모든 건물의 70~80%가 손상되거나 파괴되었다. 가자는 약 30만 명의 주민만이 남아있는 채로 거의 버려졌다. 남아있는 인구는 전쟁으로 인한 인도주의적 위기와 기아에 시달렸다. 도시의 70%가 공습으로 파괴되었고, 지구 내에서 39,000명 이상이 사망했다. 이스라엘은 전쟁 중 가자에서 팔레스타인인에 대한 집단 학살을 저지른 혐의를 받고 있으며, 남아프리카 공화국은 국제사법재판소에 이스라엘에 대한 소송을 제기했다. 2025년 8월 10일, 알자지라 네트워크의 직원들을 포함한 5명의 언론인이 가자 시티에서 이스라엘 공습으로 사망했다.

## 지리

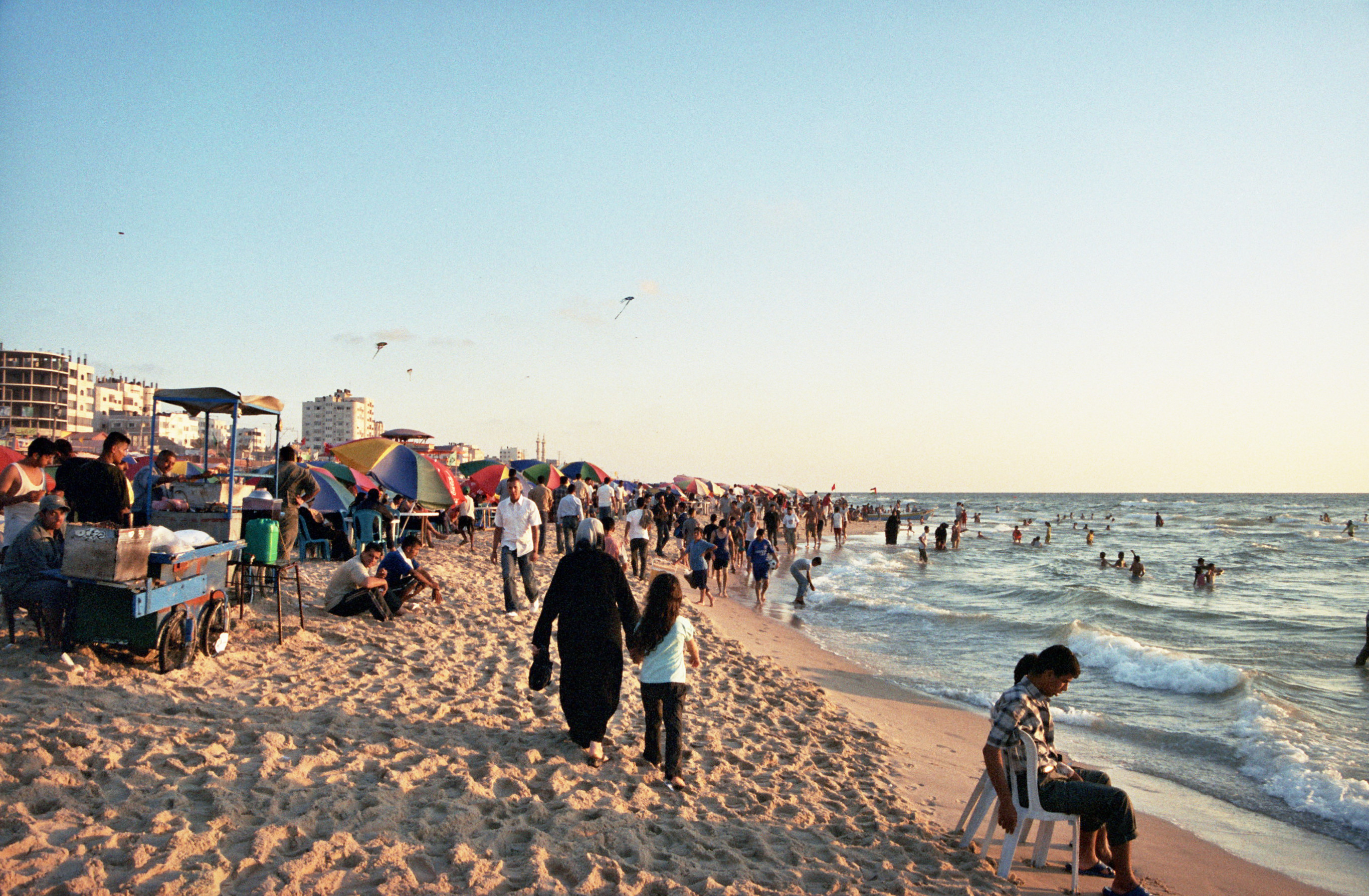
가자 시티 해변

중앙 가자는 해발 14m 높이의 낮고 둥근 언덕에 위치해 있다. 현대 도시의 대부분은 언덕 아래 평야, 특히 북쪽과 동쪽에 건설되어 가자의 교외를 형성한다. 해변과 가자 항구는 도시 중심에서 서쪽으로 3km 떨어져 있으며, 그 사이 공간은 모두 낮은 언덕 위에 건설되어 있다.
오늘날 시의 행정 관할 구역은 약 45km²를 차지한다. 가자는 예루살렘에서 남서쪽으로 78km, 텔아비브에서 남쪽으로 71km, 그리고 라파에서 북쪽으로 30km 떨어져 있다. 주변 지역으로는 북쪽에 베이트라히아, 베이트하눈, 자발리아가 있고, 남쪽에는 아부 미딘 마을, 난민 캠프인 부레이지, 그리고 데이르알발라 시가 있다.
가자 인구는 음용수, 농업용수, 생활용수의 유일한 공급원으로 지하수에 의존한다. 가장 가까운 와디는 남쪽의 와디 가자로, 해안선을 따라 아부 미딘에서 발원한다. 겨울에는 소량의 물이 흐르지만 여름에는 거의 물이 없다. 이곳의 물 공급 대부분은 이스라엘로 전환된다. 해안을 따라 있는 가자 대수층은 가자 지구의 주요 대수층이며, 대부분 플라이스토세 사암으로 구성되어 있다. 가자 지구의 대부분과 마찬가지로 가자도 제4기 토양으로 덮여 있다. 토양의 점토 광물은 많은 유기 및 무기 화학 물질을 흡수하여 지하수 오염의 정도를 부분적으로 완화시켰다.

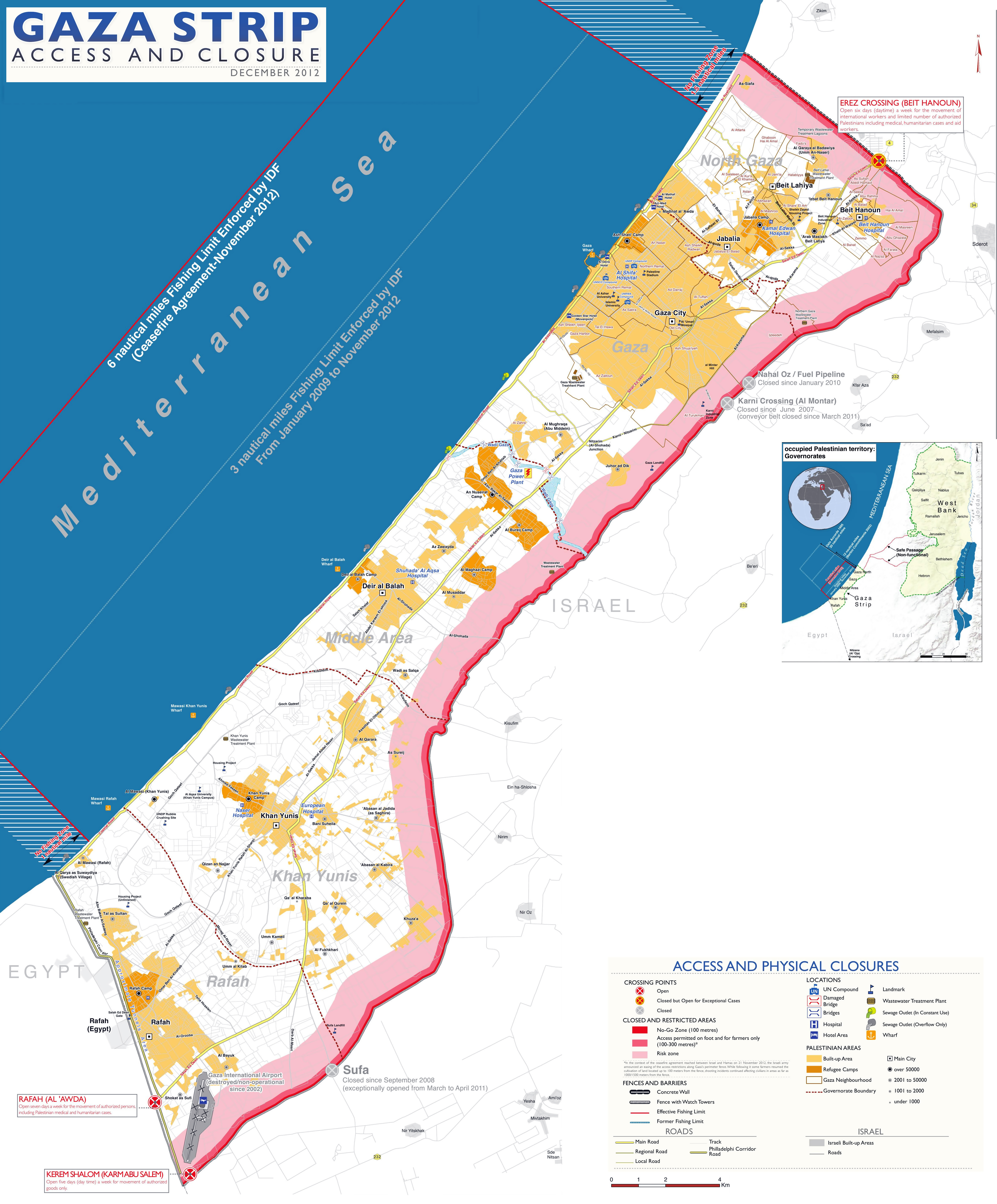
이스라엘이 통제하는 국경과 제한된 어업 구역을 표시한 가자 지구 지도, 2012년 12월 기준

가자 남동쪽에 있는 텔 알-문타르(Tell al-Muntar)라는 돌출된 언덕은 해발 270 피트 (82 m) 높이에 있다. 수세기 동안 이곳은 삼손이 블레셋인의 성문을 가져온 곳이라고 주장되어 왔다. 이 언덕에는 알리 알-문타르에게 헌정된 무슬림 성지 (마캄)가 세워져 있다. 주변 나무들 주위에는 오래된 무슬림 무덤들이 있고, 마캄의 출입구 상인방에는 두 개의 중세 아랍어 비문이 있다.

### 구 시가지
구 시가지는 가자 핵의 주요 부분을 형성한다. 대략 두 구역으로 나뉘는데, 북쪽의 다라지 구역 (무슬림 구역으로도 알려짐)과 남쪽의 자이툰 구역 (유대인 및 기독교인 구역이 포함됨)이다. 대부분의 건물은 맘루크 및 오스만 시대의 것이며, 일부는 이전 건물 위에 지어졌다. 구 시가지의 고대 부분은 약 1.6 제곱킬로미터 (0.62 mi2)이다.
구 시가지에는 7개의 역사적인 성문이 있었다: 바브 아스칼란 (아슈켈론 문), 바브 알-다룸 (데이르알발라 문), 바브 알-바르 (바다 문), 바브 마르나스 (마르나스 문), 바브 알-발라디야 (도시 문), 바브 알-칼릴 (헤브론 문), 바브 알-문타르 (텔 알-문타르 문).
가자 구 시가지의 일부 오래된 건물들은 맘루크 시대에 널리 퍼졌던 붉은색과 흰색 석조물 층이 교대로 나타나는 아블라크 양식의 장식을 사용한다. 다라지에는 금 시장 (킷사리야)과 가자 대모스크 (가자에서 가장 오래된 모스크) 및 사예드 알 하심 모스크가 있다. 자이툰에는 성 포르피리우스 교회, 카티브 알 빌라야 모스크, 그리고 하맘 앗 사무라 ("사마리아인 목욕탕")가 있다.

### 구역

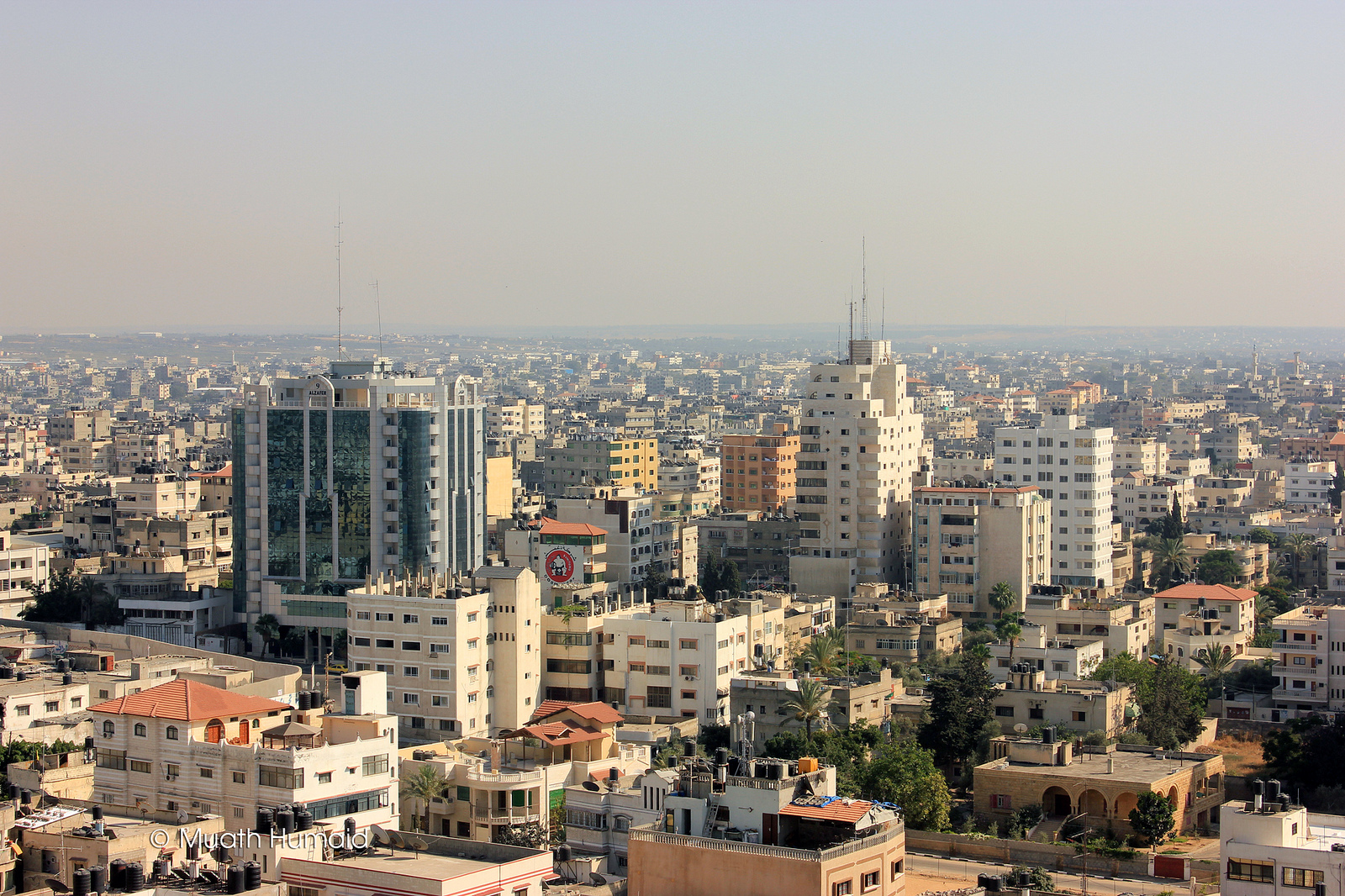
가자 시 동부

가자는 구 시가지 외곽에 13개의 구역(하예)으로 구성되어 있다. 가자가 도심을 넘어 처음 확장된 지역은 아이유브 술탄국 시대에 구 시가지 동쪽과 남동쪽 언덕에 건설된 슈자이야 지역이었다. 북동쪽에는 맘루크 시대의 투파 지역이 있는데, 이는 대략 동서로 나뉘며 원래 구 시가지 성벽 안에 위치했다.
1930년대와 1940년대에는 도심 서쪽의 모래 언덕에 새로운 주거 지역인 리말 (현재 북부 리말과 남부 리말로 나뉨)이 건설되었고, 자이툰 지역은 가자의 남쪽과 남서쪽 경계를 따라 건설되었으며, 슈자이야의 주데이드("새로운")와 투룩만 지역은 각각 북동쪽과 남동쪽으로 확장되어 별도의 지역이 되었다. 주데이드 (슈자이야트 알 아크라드라고도 알려짐)는 맘루크 시대에 그곳에 정착한 쿠르드족 군부대의 이름을 따서 명명되었고, 투룩만은 그곳에 정착한 투르크멘족 군부대의 이름을 따서 명명되었다.

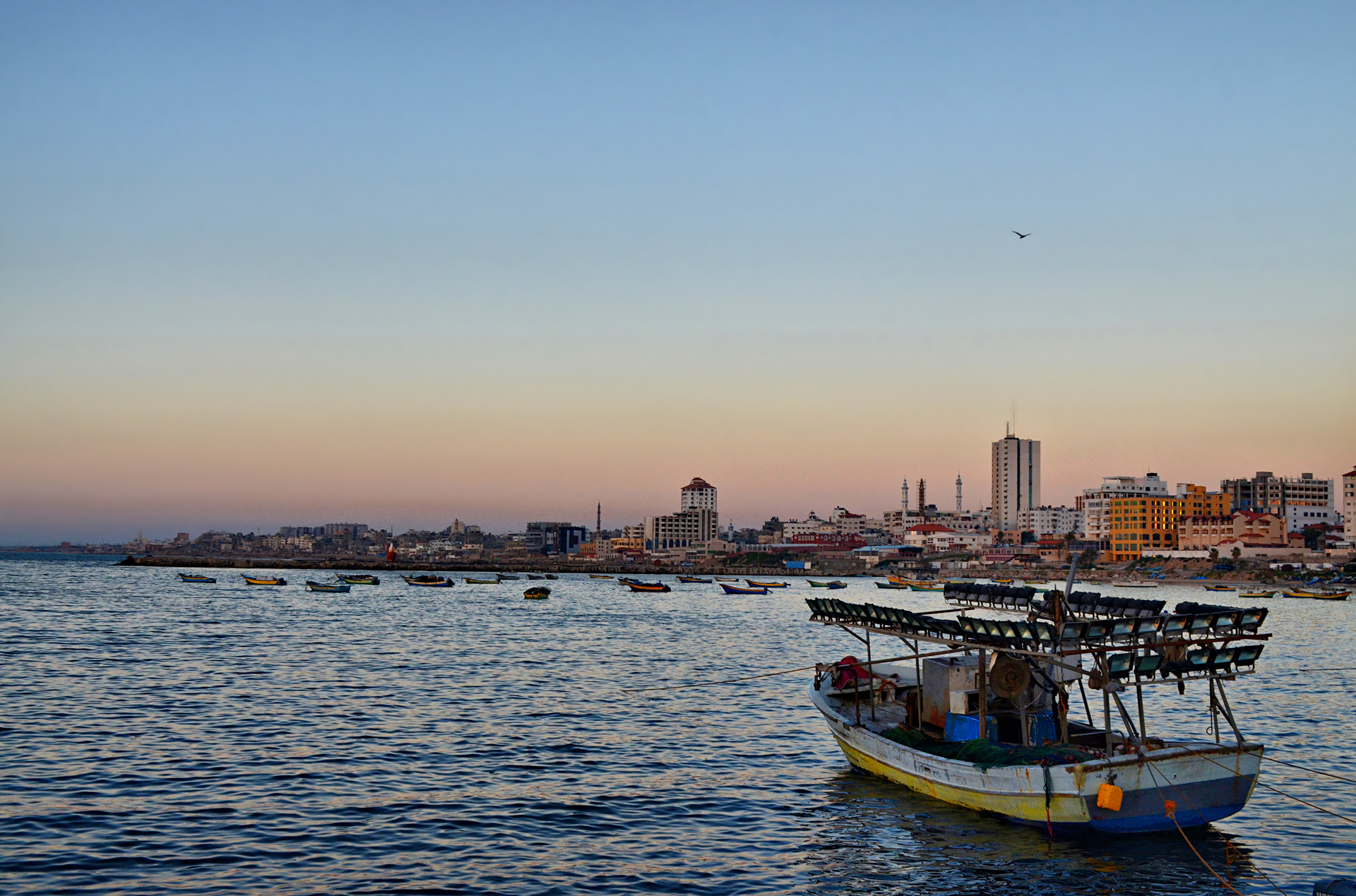
항구에서 바라본 가자

리말과 구 시가지 사이 지역은 사브라와 다라지 구역이 되었다. 북서쪽에는 1950년대 초 건설되어 이집트 대통령 가말 압델 나세르를 기리기 위해 이름 붙여진 나세르 구역이 있다. 1970년대에 개발된 셰이크 라드완 구역은 구 시가지에서 북쪽으로 3km 떨어져 있으며, 그 구역 내에 셰이크 라드완의 무덤이 위치하고 있어 그의 이름을 따서 명명되었다. 가자는 이스라엘 국경 근처의 알 꾸바 마을과 해안을 따라 알샤티 난민 캠프를 흡수했지만, 후자는 시의 행정 관할 구역에 속하지 않는다. 1990년대 후반, PNA는 리말의 남쪽 가장자리를 따라 더 부유한 지역인 텔 알 하와를 건설했다. 도시 남쪽 해안을 따라 셰이크 이즐린이라는 지역이 있다.

### 기후
가자는 쾨펜의 기후 구분에 따르면 고온 반건조 기후 (BSh)로, 온화하고 비가 많은 겨울과 건조하고 덥지만 습한 여름을 특징으로 하는 지중해성 기후의 특성을 지닌다. 봄은 3월이나 4월경에 오고 가장 더운 달은 8월로, 평균 최고 기온은 31.7도이다. 가장 시원한 달은 1월로, 기온은 보통 18.3도에 이른다. 비는 드물며 거의 11월에서 3월 사이에만 내리며, 연간 강수량은 약 395mm이다.
| 가자의 기후                 | 가자의 기후 | 가자의 기후 | 가자의 기후 | 가자의 기후 | 가자의 기후 | 가자의 기후 | 가자의 기후 | 가자의 기후 | 가자의 기후 | 가자의 기후 | 가자의 기후 | 가자의 기후 | 가자의 기후 |
| 월                          | 1월         | 2월         | 3월         | 4월         | 5월         | 6월         | 7월         | 8월         | 9월         | 10월        | 11월        | 12월        | 연간        |
| --------------------------- | ----------- | ----------- | ----------- | ----------- | ----------- | ----------- | ----------- | ----------- | ----------- | ----------- | ----------- | ----------- | ----------- |
| 일평균 최고 기온 °C (°F)    | 18.3 (64.9) | 18.9 (66.0) | 21.1 (70.0) | 24.4 (75.9) | 27.2 (81.0) | 29.4 (84.9) | 30.6 (87.1) | 31.7 (89.1) | 30.6 (87.1) | 28.9 (84.0) | 25.0 (77.0) | 20.6 (69.1) | 25.6 (78.1) |
| 일일 평균 기온 °C (°F)      | 13.9 (57.0) | 14.5 (58.1) | 16.4 (61.5) | 19.1 (66.4) | 21.8 (71.2) | 24.5 (76.1) | 26.0 (78.8) | 27.0 (80.6) | 25.6 (78.1) | 23.3 (73.9) | 19.8 (67.6) | 16.1 (61.0) | 20.7 (69.2) |
| 일평균 최저 기온 °C (°F)    | 9.4 (48.9)  | 10.0 (50.0) | 11.6 (52.9) | 13.8 (56.8) | 16.4 (61.5) | 19.5 (67.1) | 21.4 (70.5) | 22.2 (72.0) | 20.5 (68.9) | 17.7 (63.9) | 14.5 (58.1) | 11.6 (52.9) | 15.7 (60.3) |
| 평균 강우량 mm (인치)       | 104 (4.1)   | 76 (3.0)    | 30 (1.2)    | 13 (0.5)    | 3 (0.1)     | 1 (0.0)     | 0 (0)       | 1 (0.0)     | 3 (0.1)     | 18 (0.7)    | 64 (2.5)    | 81 (3.2)    | 394 (15.4)  |
| 평균 상대 습도 (%)          | 85          | 84          | 83          | 82          | 84          | 87          | 86          | 87          | 86          | 74          | 78          | 81          | 83          |
| 평균 월간 일조시간          | 204.6       | 192.1       | 241.8       | 264.0       | 331.7       | 339.0       | 353.4       | 337.9       | 306.0       | 275.9       | 237.0       | 204.6       | 3,288       |
| 평균 일일 일조시간          | 6.6         | 6.8         | 7.8         | 8.8         | 10.7        | 11.3        | 11.4        | 10.9        | 10.2        | 8.9         | 7.9         | 6.6         | 9.1         |
| 출처: Arab Meteorology Book |             |             |             |             |             |             |             |             |             |             |             |             |             |

## 인구 통계

### 인구
| 연도 | 인구          |
| ---- | ------------- |
| 1596 | 6,000         |
| 1838 | 15,000–16,000 |
| 1882 | 16,000        |
| 1897 | 36,000        |
| 1906 | 40,000        |
| 1914 | 42,000        |
| 1922 | 17,480        |
| 1931 | 17,046        |
| 1945 | 34,250        |
| 1982 | 100,272       |
| 1997 | 306,113       |
| 2007 | 449,221       |
| 2012 | 590,481       |

1557년 오스만 세금 기록에 따르면 가자에는 2,477명의 남성 납세자가 있었다. 1596년 통계에 따르면 가자의 무슬림 인구는 456가구, 115명의 독신 남성, 59명의 종교인, 19명의 장애인으로 구성되었다. 무슬림 인구 외에 오스만군에는 141명의 준디얀("병사")이 있었다. 기독교인 중에는 294가구와 7명의 독신 남성이 있었고, 유대인 가구는 73가구, 사마리아인 가구는 8가구였다. 총 6,000명의 주민이 가자에 살았던 것으로 추정되어 당시 오스만 팔레스타인에서 예루살렘과 사페드 다음으로 세 번째로 큰 도시였다.
1838년에는 약 4,000명의 무슬림과 100명의 기독교인 납세자가 있었으며, 이는 약 15,000명 또는 16,000명의 인구를 의미한다. 이는 당시 예루살렘보다 더 큰 규모였다. 기독교 가족의 총 수는 57명이었다. 제1차 세계 대전 발발 전, 가자의 인구는 42,000명에 달했지만, 1917년 가자에서 연합군과 오스만 및 독일 동맹군 사이에 벌어진 치열한 전투로 인해 인구가 대폭 감소했다. 이후 1922년 영국 위임통치 당국이 실시한 인구조사에 따르면 인구가 17,480명(무슬림 16,722명, 기독교인 701명, 유대인 54명, 메타윌레 3명)으로 급격히 감소했다. 1931년 인구조사에는 17,046명의 주민(무슬림 16,356명, 기독교인 689명, 유대인 1명)과 교외 지역에 4,597명(무슬림 4,561명, 기독교인 36명)이 기록되어 있다.
1938년 마을 통계에 따르면 가자 인구는 20,500명이며 인근 교외 지역에 5,282명이 거주하고 있다. 1945년 마을 통계에는 인구가 34,250명(무슬림 33,160명, 기독교인 1,010명, 유대인 80명)으로 기록되어 있다.
팔레스타인 중앙통계국 (PCBS)의 1997년 인구조사에 따르면 가자와 인접한 알샤티 난민 캠프의 인구는 353,115명이었으며, 이 중 남성이 50.9%, 여성이 49.1%였다. 가자는 압도적으로 젊은 인구 구성을 보였으며, 절반 이상이 19세 이하(60.8%)였다. 약 28.8%는 20세에서 44세 사이였고, 7.7%는 45세에서 64세 사이였으며, 3.9%는 64세 이상이었다.

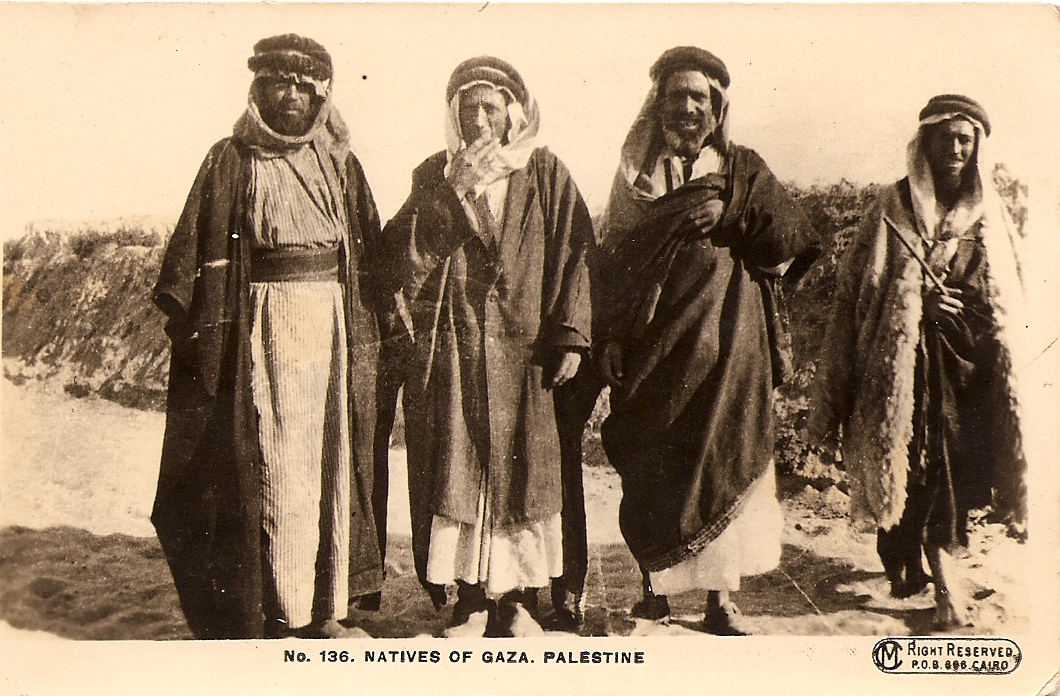
19세기 가자 주민

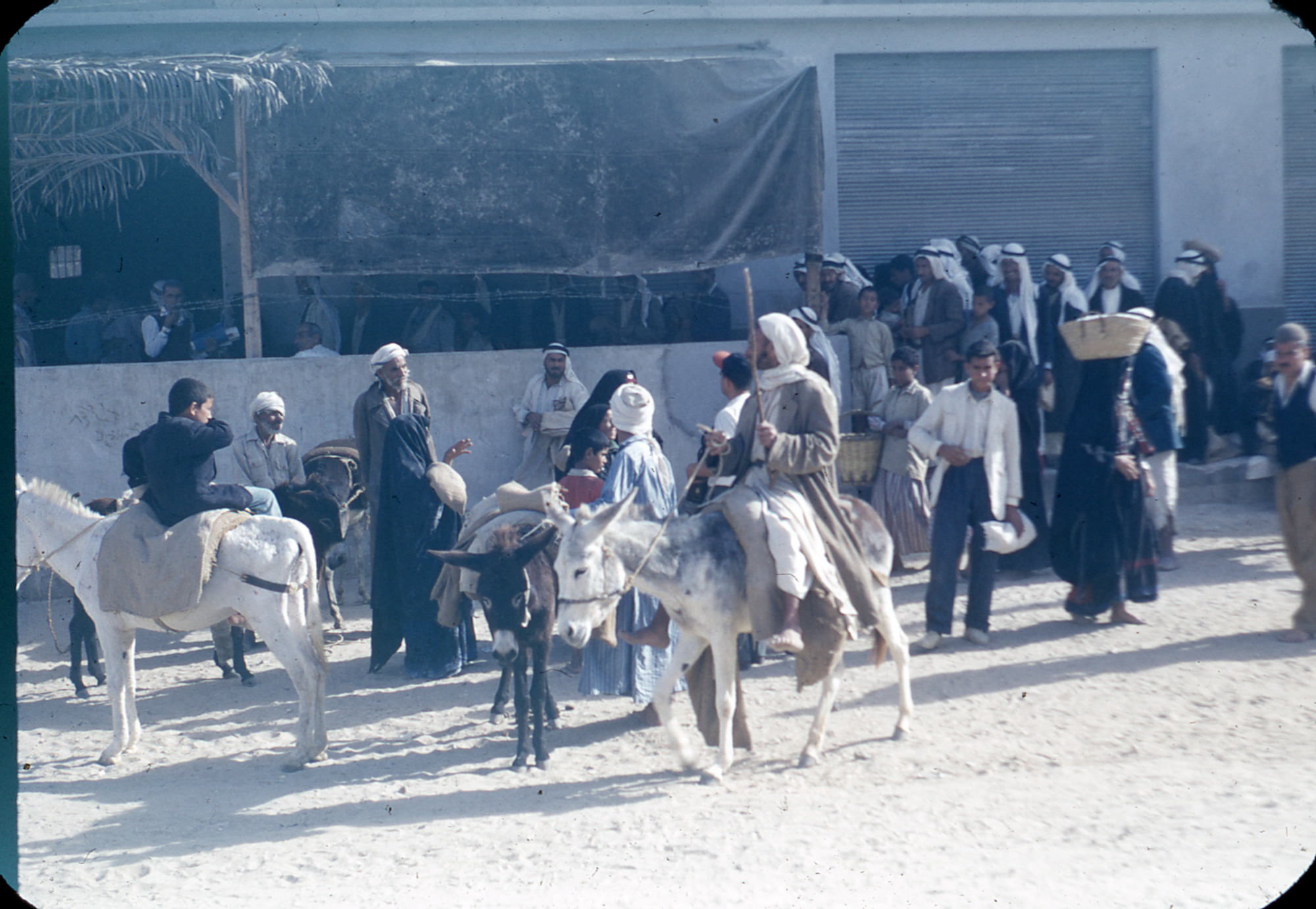
1956년 가자 시티 주민들

1948년 1948년 아랍-이스라엘 전쟁 이후 팔레스타인 난민의 대규모 유입으로 가자의 인구가 급증했다. 1967년까지 인구는 1948년 규모의 약 6배로 증가했다. 1997년에는 가자 주민의 51.8%가 난민 또는 그 후손이었다. 도시 인구는 그 이후로 계속 증가하여 2017년에는 590,481명에 달해 팔레스타인 영토에서 가장 큰 도시가 되었다. 가자 시티는 세계에서 가장 높은 전반적인 성장률 중 하나를 보인다. 인구 밀도는 9,982.69명/km2로 뉴욕 시(10,725.4명/km2)와 비슷하며, 파리 밀도(21,000명/km2)의 절반 수준이다. 2007년에는 빈곤, 실업, 열악한 생활 환경이 만연했으며 많은 주민이 유엔 식량 원조를 받았다.

### 종교
가자 인구는 압도적으로 수니 이슬람을 따르는 무슬림으로 구성되어 있다. 파티마 왕조 시대에는 시아파 이슬람이 가자에서 지배적이었지만, 1187년 살라딘이 도시를 정복한 후 엄격한 수니 종교 및 교육 정책을 추진했으며, 이는 당시 그의 아랍 및 튀르크 군대를 통합하는 데 중요한 역할을 했다.
가자에는 약 3,500명의 소수 팔레스타인 기독교인 공동체가 거주하고 있다. 대부분은 구 시가지의 자이툰 지구에 살며 그리스 정교회, 로마 가톨릭, 침례교 교단에 속해 있다. 1906년에는 약 750명의 기독교인이 있었는데, 이 중 700명은 정교회 신자였고 50명은 로마 가톨릭 신자였다.
가자의 유대인 공동체는 약 3,000년의 역사를 가지고 있으며, 1481년에는 60가구의 유대인 가구가 있었다. 1929년 팔레스타인 폭동 당시 가자에는 50가구가 살고 있었는데, 대부분이 폭동 후 피난했다. 사미 하다위의 토지 및 인구 조사에서 가자는 1945년에 80명의 유대인을 포함하여 34,250명의 인구를 가지고 있었다. 대부분은 1948년 전쟁 후 아랍 다수와의 상호 불신으로 인해 도시를 떠났다. 오늘날 가자에는 유대인이 살고 있지 않다.

## 경제

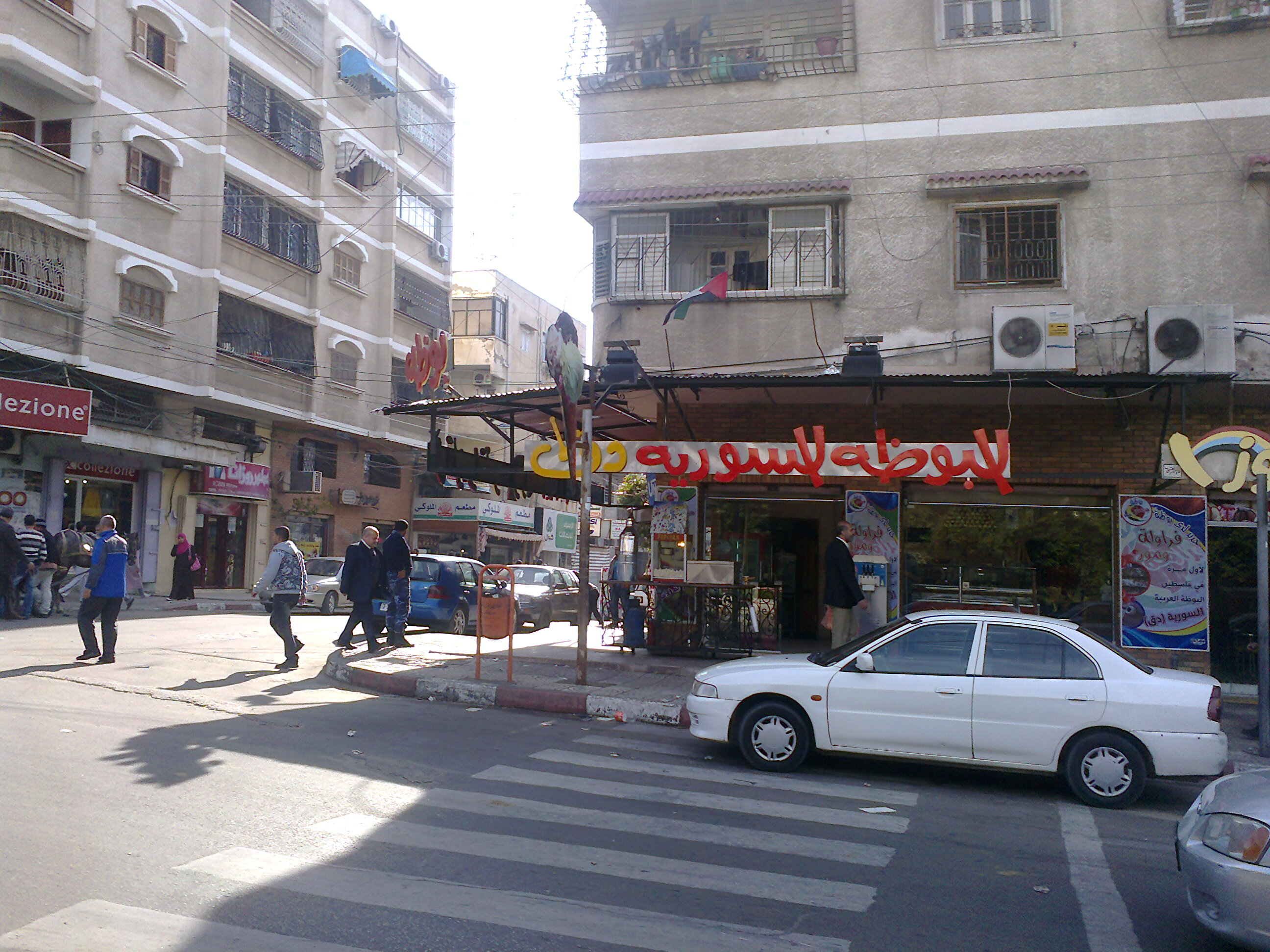
2012년 가자 시티

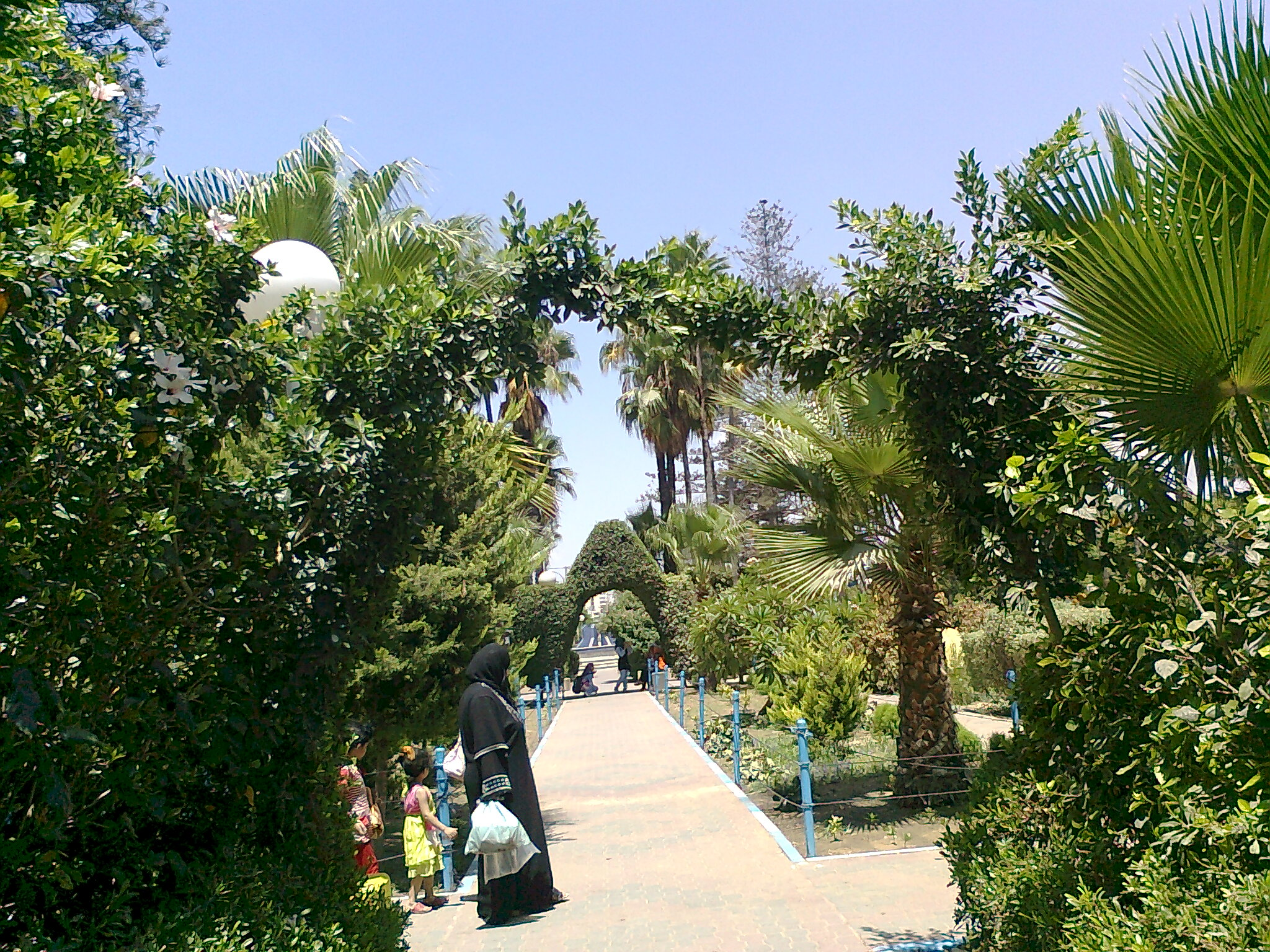
가자 공원, 2012년

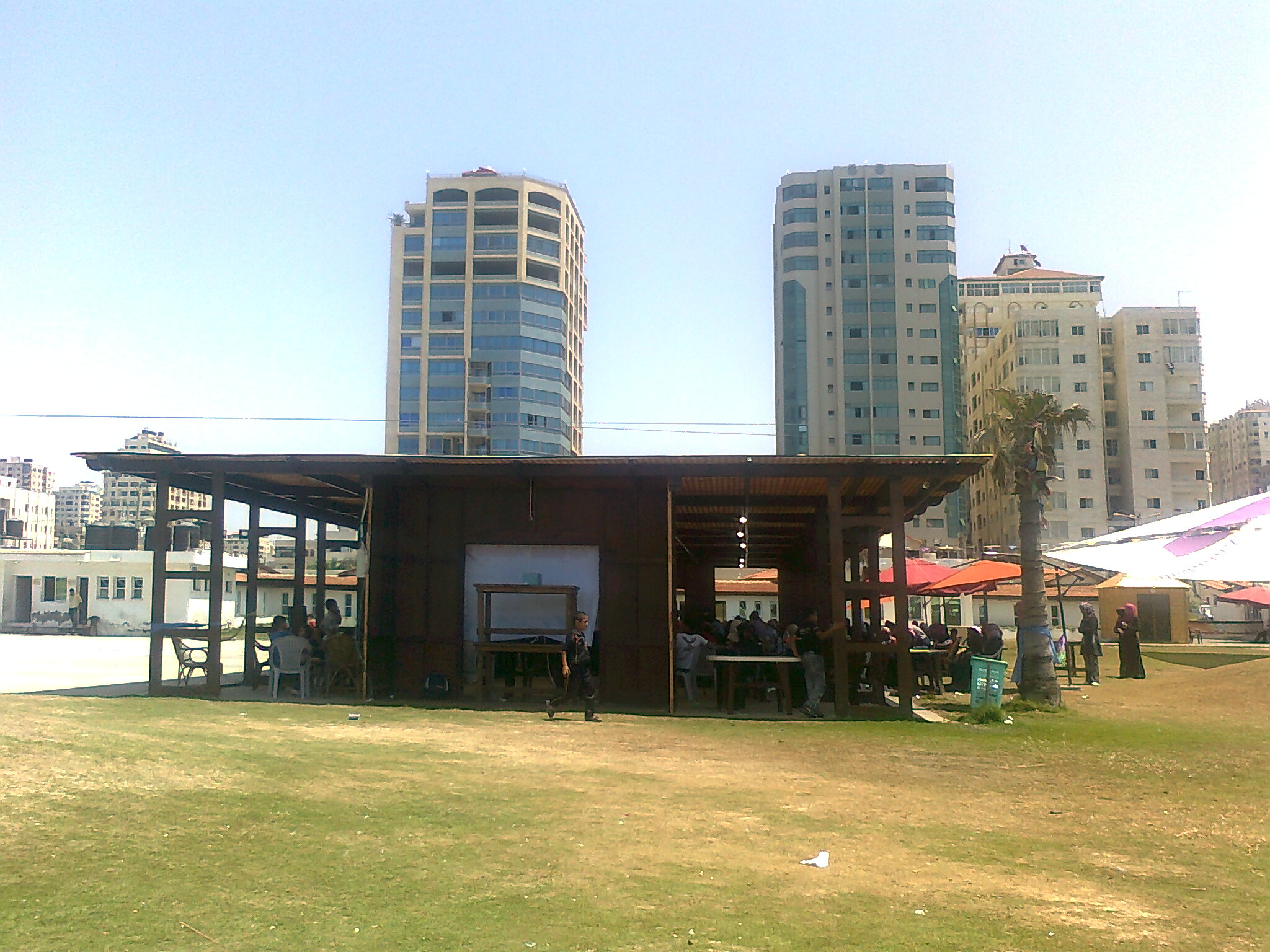
가자 시티의 해변 리조트

주요 농산물은 딸기, 감귤류, 대추야자, 올리브, 꽃, 그리고 다양한 채소이다. 오염과 물에 대한 높은 수요는 가자 지구 농장의 생산 능력을 감소시켰다. 소규모 산업에는 플라스틱, 건축 자재, 직물, 가구, 도자기, 타일, 동제품, 카펫 생산이 포함된다. 오슬로 협정 이후 수천 명의 주민이 정부 부처와 보안 서비스, UNRWA 및 국제 기구에 고용되었다. 소규모 산업에는 직물 및 식품 가공이 포함된다. 가자의 거리 바자르에서는 카펫, 도자기, 등나무 가구, 면 의류 등 다양한 상품이 판매된다. 고급 쇼핑몰인 가자 몰은 2010년 7월에 개장했다.
2008년 발표된 인권 및 개발 단체 보고서에 따르면, 가자는 장기간의 경제 침체와 심각한 개발 지표를 겪었으며, 이스라엘과 이집트의 봉쇄로 인해 그 심각성이 기하급수적으로 증가했다. 보고서는 이를 설명하기 위해 여러 경제 지표를 인용했다. 2008년 가자 산업 시설의 95%가 생산 투입물 및 수출 문제로 인해 가동이 중단되었다. 2009년 가자의 실업률은 40%에 육박했다. 가자 전체 일자리의 53%를 창출하는 민간 부문은 황폐화되었고 기업들은 파산했다. 2005년 6월, 가자의 3,900개 공장은 35,000명을 고용했지만, 2007년 12월에는 1,700명만이 여전히 고용되어 있었다. 건설 산업은 수만 명의 노동자들이 실직하면서 마비되었다. 농업 부문은 큰 타격을 입어 환금작물에 의존하는 거의 4만 명의 노동자들에게 영향을 미쳤다.
가자 식량 가격은 봉쇄 기간 동안 상승하여 밀가루는 34%, 쌀은 21%, 분유는 30% 올랐다. 2007년 가계는 총 수입의 평균 62%를 식량에 지출했으며, 이는 2004년의 37%와 비교된다. 10년도 안 되는 기간 동안 UNRWA 식량 원조에 의존하는 가구 수는 10배 증가했다. 2008년에는 인구의 80%가 인도주의적 원조에 의존했으며, 이는 2006년의 63%와 비교된다. 2009년 옥스팜 보고서에 따르면 가자는 주택, 교육 시설, 보건 시설 및 인프라의 심각한 부족과 위생 및 공중 보건 문제를 야기하는 부적절한 하수 시스템에 시달렸다.
2010년 봉쇄 정책이 크게 완화된 후, 가자 경제는 봉쇄가 절정에 달했던 시기의 빈혈 상태에서 상당한 회복을 보이기 시작했다. 가자 경제는 2010년 첫 11개월 동안 8% 성장했다. 경제 활동은 주로 외국 원조 기부에 의해 지원된다. 가자에는 팔레스타인, 그랜드 팰리스, 아담, 알-아말, 알-쿠드스, 클리프, 알-데이라, 마르나 하우스 등 여러 호텔이 있다. 팔레스타인 호텔을 제외한 모든 호텔은 해안가의 리말 지구에 위치해 있다. 유엔 (UN)은 같은 거리에 해변 클럽을 운영하고 있다. 가자는 관광객이 자주 찾는 곳은 아니며, 호텔에 머무는 대부분의 외국인은 언론인, 구호 활동가, 유엔 및 적십자 직원이다. 고급 호텔로는 알-쿠드스와 알-데이라 호텔이 있다.
이 지역 주변에 탄화수소 매장량이 존재하여 가자가 주요 산업 중심지로 발전할 잠재력을 제공한다. 이 지역의 가스 및 유전의 상당수는 가자 아래에 있다. 1999년, 가자 연안에서 천연가스 매장량이 발견되었으며, 이를 가자 마린이라고 부른다. 이곳에는 레반트 분지의 일부로 1조 세제곱피트 (28십억 세제곱미터)의 천연가스가 매장되어 있으며, 레반트 분지 자체는 122조 세제곱피트 (3.5조 세제곱미터)의 천연가스를 보유하고 있다. 지중해의 레반트 분지는 이스라엘, 이집트, 키프로스, 레바논, 시리아, 팔레스타인의 해안 지역을 포함하며, 1.7 십억 배럴 (270,000,000 m3)의 석유가 매장되어 있는 것으로 추정된다. 가자는 팔레스타인 국가의 유일한 해안 지역이다. 2000년, 팔레스타인 정부는 브리티시 가스 그룹에게 탐사 허가를 내주었다. 그러나 이 프로젝트는 2000년~2005년 봉기 기간 동안 중단되었고, 지원 인프라, 항구 및 공항은 이스라엘에 의해 파괴되었다. 2023년에 다시 작업에 박차를 가했지만, 현재 진행 중인 전쟁으로 중단되었다. 많은 사람들은 가자의 석유 및 가스 매장량이 이스라엘의 이 지역 공격 이유라고 믿고 있으며, 이는 잠재적인 집단 학살 캠페인으로도 묘사되었다.

## 문화

### 문화 센터 및 박물관

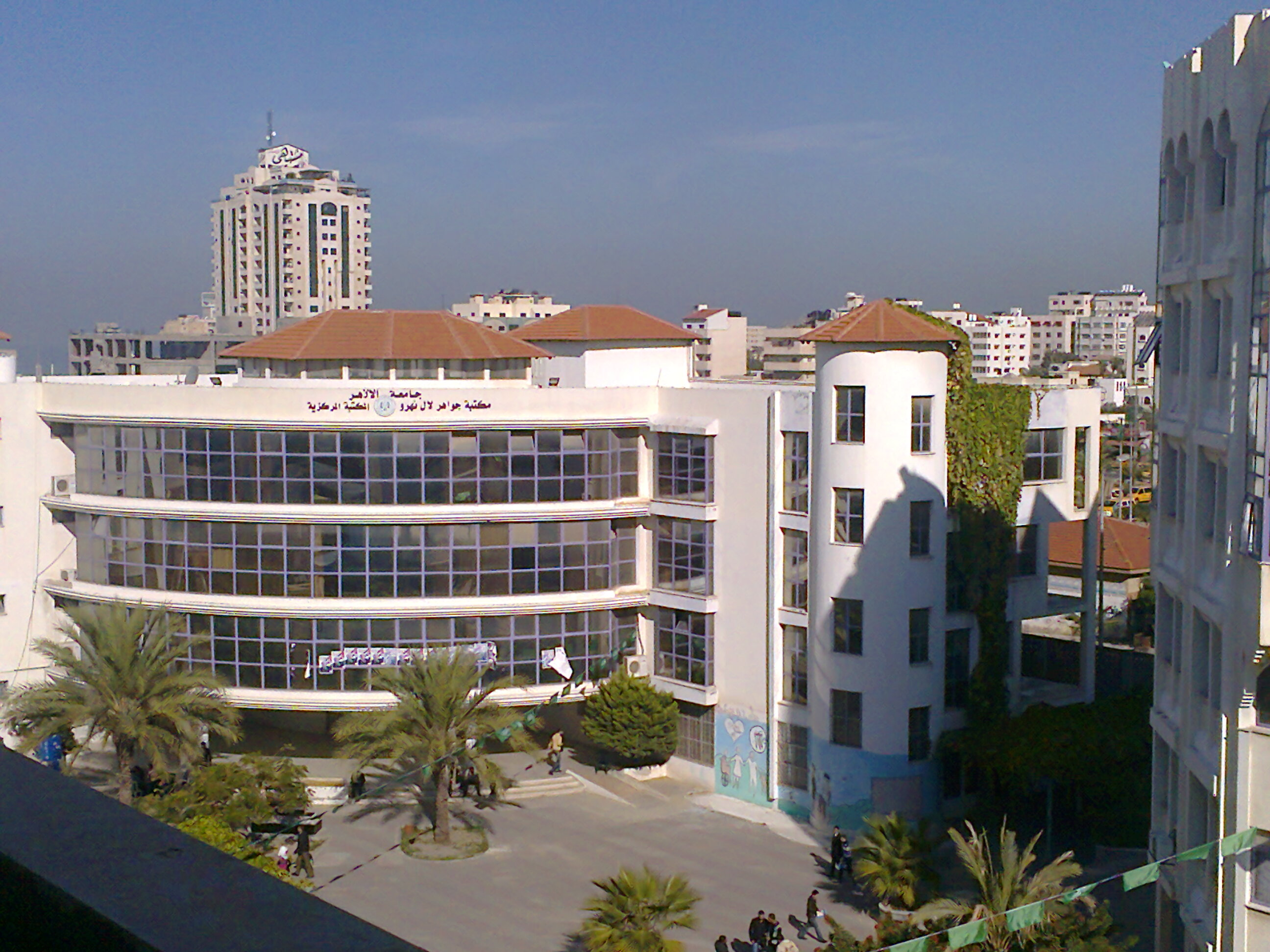
가자의 알아즈하르 대학교의 네루 도서관 및 문화 센터

리말에 위치한 라샤드 샤와 문화 센터는 1988년에 완공되었으며, 설립자인 전 시장 라샤드 알 샤와의 이름을 따서 명명되었다. 삼각 평면을 가진 2층 건물인 이 문화 센터는 연례 축제 기간 동안 대규모 모임을 위한 회의 장소, 전시회 개최 장소, 도서관의 세 가지 주요 기능을 수행한다. 프랑스 문화 센터는 가자에서 프랑스와의 협력 및 파트너십의 상징이다. 이곳에서는 미술 전시회, 콘서트, 영화 상영 및 기타 활동이 열린다. 가능한 경우 프랑스 예술가들이 자신의 작품을 전시하도록 초대되며, 더 자주 가자 지구와 요르단강 서안 지구 출신 팔레스타인 예술가들이 미술 대회에 참가하도록 초대된다.
1998년에 설립된 예술 공예 마을은 창조 예술의 포괄적이고 정기적이며 주기적인 기록을 증진하는 것을 목표로 하는 어린이 문화 센터이다. 다양한 국적의 예술가들과 대규모로 교류했으며 창조 미술, 도예, 그래픽, 조각 등 약 100회의 전시회를 조직했다. 가자 지구 전역에서 약 10,000명의 어린이가 예술 공예 마을의 혜택을 받았다.
노르웨이의 기부금으로 조성된 가자 극장은 2004년에 개관했다. 이 극장은 PNA로부터 많은 자금을 받지 못하며, 주로 외국 원조 기관의 기부에 의존한다. A. M. Qattan Foundation은 팔레스타인 예술 자선 단체로, 가자에서 젊은 예술 인재를 개발하고 교사들에게 연극 기술을 가르치기 위한 여러 워크숍을 운영한다. 가자 연극제는 2005년에 시작되었다.
가자 고고학 박물관은 2008년 여름에 개관했다. 박물관 소장품에는 투명한 가운을 입은 풍만한 아프로디테 조각상, 다른 고대 신들의 이미지, 그리고 메노라가 새겨진 기름 램프를 포함한 수천 점의 유물이 있다.

### 요리
가자의 요리는 후추와 고추를 아낌없이 사용하는 것이 특징이다. 다른 주요 향신료와 재료로는 딜, 근대, 마늘, 커민, 렌틸콩, 병아리콩, 석류, 신맛 나는 자두, 타마린드가 있다. 전통 요리 중 상당수는 점토 냄비 요리에 의존하며, 이는 채소의 맛과 질감을 보존하고 고기를 부드럽게 만든다. 전통적으로 가자 요리 대부분은 계절성이며, 그 지역과 주변 마을에 자생하는 재료에 의존한다. 빈곤 또한 살리크 와 아다스("근대와 렌틸콩")와 비사라(말린 물루키야 잎과 고추를 으깬 잠두콩)와 같은 도시의 간단한 고기 없는 요리 및 스튜에 영향을 미쳤다.
해산물은 가자 생활의 중요한 부분이자 지역 주식이다. 잘 알려진 해산물 요리로는 문자 그대로 "점토 냄비에 담은 새우"인 지브디야트 감바리와, 붉은 매운 고추 딥으로 속을 채운 게를 오븐에 구운 샤타가 있다. 생선은 고수, 마늘, 고추, 커민을 넣어 속을 채우고 다양한 향신료로 절인 후 튀기거나 굽는다. 또한 캐러멜화된 양파, 넉넉한 양의 통마늘, 잘 절인 튀긴 생선 덩어리, 강황, 계피, 커민과 같은 향신료와 함께 요리된 쌀 요리인 사야디야의 핵심 재료이기도 하다. 1948년 난민들 중 상당수는 계절 음식을 먹던 펠라힌("농민")이었다. 라마단뿐만 아니라 일년 내내 가자에서 인기 있는 수마끼야는 붉은색 수수, 타히나, 물을 근대, 소고기 조각, 병아리콩과 섞은 것이다. 이 요리는 으깬 딜 씨앗, 고추, 튀긴 마늘을 얹어 그릇에 담아낸다. 마프툴은 말린 신맛 나는 자두로 맛을 낸 밀 기반 요리로, 쿠스쿠스처럼 먹거나 작은 공 모양으로 만들어 스튜나 수프 위에 쪄서 먹는다.
가자 레스토랑 대부분은 리말 지역에 위치해 있다. 생선과 해산물을 전문으로 하는 알-안달루스는 관광객들에게 인기가 많으며, 알-사마크와 고급스러운 루츠 클럽도 마찬가지이다. 아트팔루나는 가자 항구 근처에 있는 세련된 레스토랑으로, 장애인에 대한 사회의 수용을 높이려는 목표로 청각 장애인들이 운영하고 직원을 채용한다.
옛 시가지 곳곳에는 콩 요리, 후무스, 구운 고구마, 팔라펠, 케밥을 파는 노점이 있다. 커피 하우스(카흐와)에서는 아랍 커피와 차를 판매한다. 가자의 유명한 과자점인 사칼라와 아라파트에서는 일반적인 아랍 과자 제품을 판매하며, 웨흐다 거리에 위치해 있다. 술은 드물며, 유엔 해변 클럽에서만 찾아볼 수 있다.

### 의상과 자수

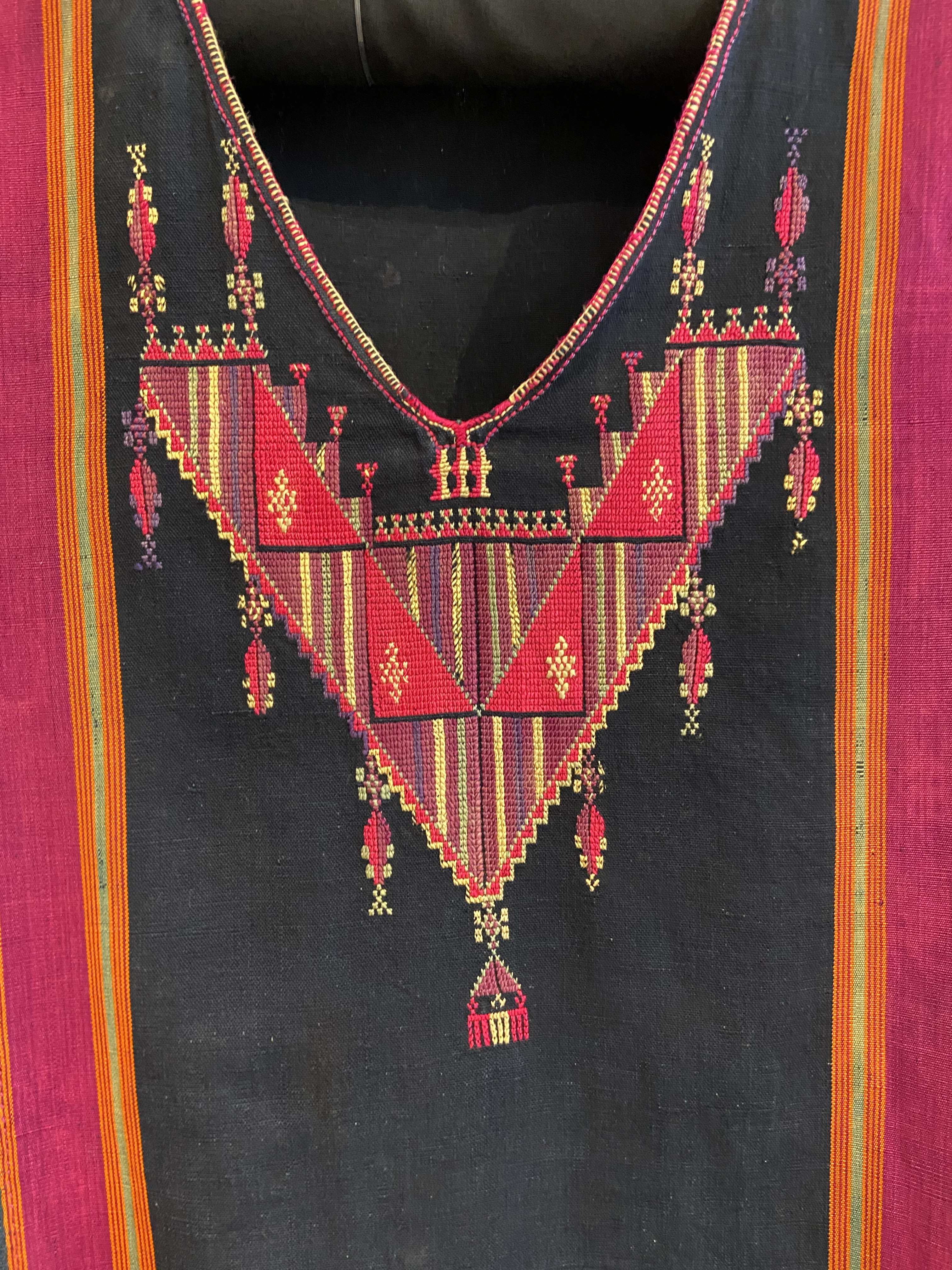
가자 드레스 (팔레스타인 투베)의 가슴 패널

거즈는 가자에서 유래한 것으로 알려져 있다. 가자 투베용 직물은 종종 인근 마즈달에서 직조되었다. 마즈달에서 만들어진 검은색 또는 파란색 면직물 또는 줄무늬 분홍색과 녹색 직물은 1960년대까지 해안 평야 마을의 난민들에 의해 가자 지구 전역에서 계속 직조되었다. 이곳의 투베는 좁고 꽉 조이며 직선 소매를 가졌다. 자수는 헤브론에서 적용된 것보다 밀도가 훨씬 낮았다. 가장 인기 있는 모티프는 가위 (무카스), 빗 (무슈트), 삼각형 (히잡)이었는데, 종종 다섯, 일곱, 세 개의 무리로 배열되었는데, 이는 아랍 민속에서 홀수 사용이 악마의 눈에 효과적이라고 여겨졌기 때문이다.
1990년경, 하마스와 다른 이슬람 운동들은 가자 여성, 특히 도시 및 교육받은 여성들 사이에서 히잡("머리 스카프") 사용을 늘리려 노력했고, 이후 도입된 히잡 스타일은 계층과 집단 정체성에 따라 다양하게 나타났다.

### 스포츠
팔레스타인 국립 경기장인 팔레스타인 스타디움은 가자에 위치하며 10,000명을 수용할 수 있다. 가자에는 가자 지구 리그에 참가하는 여러 지역 축구팀이 있다. 이들 팀에는 키드마트 알-샤티아 (알샤티 캠프), 이티하드 알-슈자이야 (슈자이야 지역), 가자 스포츠 클럽, 알-자이툰 (자이툰 지역) 등이 있다.

## 행정

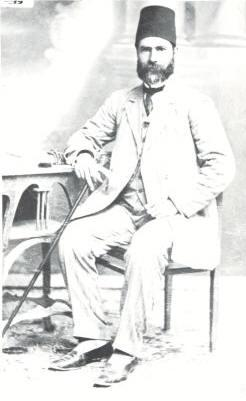
가자의 초대 시장인 사이드 알 샤와

오늘날 가자는 가자주의 행정 수도 역할을 한다. 현재는 해체된 팔레스타인 입법회 건물을 포함하고 있다.
가자의 첫 시의회는 1893년 알리 칼릴 샤와 의장의 주재로 구성되었다. 그러나 현대 시장 제도는 1906년 그의 아들 사이드 알 샤와가 오스만 당국에 의해 시장으로 임명되면서 시작되었다. 알-샤와는 가자 최초의 병원, 여러 새로운 모스크와 학교 건설, 가자 대모스크 복원, 그리고 도시에 현대식 쟁기 도입을 감독했다. 1922년, 영국 식민지 장관 윈스턴 처칠은 가자가 팔레스타인 위임통치령 하에 자체 헌법을 제정할 것을 요청했다. 그러나 팔레스타인인들은 이를 거부했다.
1994년 7월 24일, PNA는 가자를 팔레스타인 영토 내 최초의 시의회로 선포했다. 2005년 팔레스타인 지방 선거는 가자뿐만 아니라 칸유니스나 라파에서도 실시되지 않았다. 대신 파타 당국자들은 작은 도시, 마을, 촌락을 선거를 치르기 위한 장소로 선택했는데, 이는 덜 도시적인 지역에서 더 나은 결과를 얻을 것이라고 가정했기 때문이다. 그러나 경쟁 정당인 하마스는 1차 투표 대상 10개 지방 자치 단체 중 7곳에서 다수 의석을 차지했으며 투표율은 약 80%에 달했다. 2007년에는 두 정당 간의 폭력적인 충돌이 발생하여 100명 이상이 사망했고, 결국 하마스가 도시를 장악하게 되었다.
일반적으로 인구가 20,000명 이상이고 행정 중심지 역할을 하는 팔레스타인 자치 단체에는 시장을 포함한 15명의 시의회 의원이 있다. 그러나 가자의 현재 시의회는 하마스가 임명한 시장인 니자르 히자지를 포함한 14명의 의원으로 구성되어 있다.

## 교육

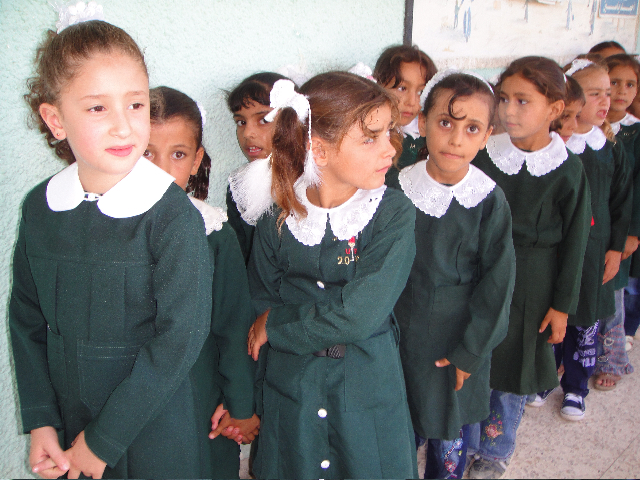
가자 여학생들이 수업을 위해 줄을 서고 있다, 2009년

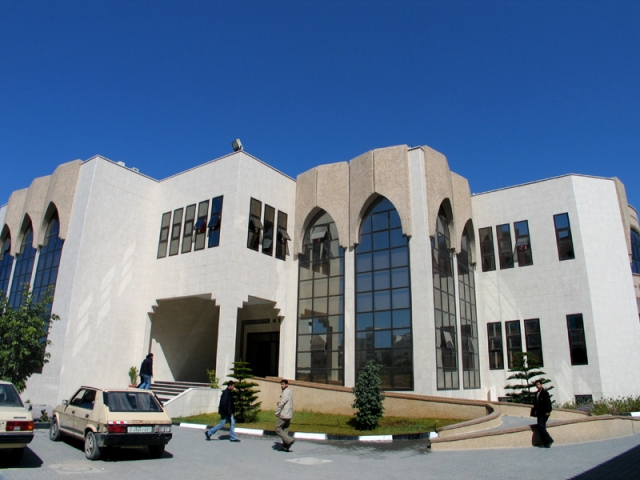
가자 이슬람 대학교의 주요 회의실

PCBS에 따르면 1997년 가자 인구 중 10세 이상 인구의 90% 이상이 문맹이 아니었다. 도시 인구 중 140,848명이 학교에 재학 중이었으며 (초등학교 39.8%, 중학교 33.8%, 고등학교 26.4%), 약 11,134명이 학사 학위 또는 그 이상의 학위를 취득했다.
2006년 가자에는 210개의 학교가 있었는데, 151개는 팔레스타인 자치 정부 교육부에서 운영했고, 46개는 유엔 팔레스타인 난민 구호 사업 기구에서 운영했으며, 13개는 사립 학교였다. 총 154,251명의 학생이 등록했고 5,877명의 교사가 고용되었다. 현재 침체된 경제는 가자 지구의 교육에 심각한 영향을 미쳤다. 2007년 9월, 유엔팔레스타인난민구호기구(UNRWA)의 가자 지구 조사에 따르면 4학년부터 9학년까지의 학교에서 거의 80%의 낙제율을 보였으며, 수학에서는 최대 90%의 낙제율을 기록했다. 2008년 1월, 유엔 아동 기금은 가자의 학교들이 정보기술이나 과학 실험실과 같이 에너지 소비가 많은 과목 수업과 과외 활동을 취소하고 있다고 보고했다.

### 대학교
가자에는 많은 대학교가 있다. 도시의 주요 4개 대학교는 알아즈하르 대학교 – 가자, 알쿠드스 오픈 대학교, 알아크사 대학교, 가자 이슬람 대학교이다. 10개의 시설로 구성된 이슬람 대학교는 1978년 사업가 그룹에 의해 설립되어 가자에서 최초의 대학교가 되었다. 이 학교는 20,639명의 학생이 등록했다. 알아즈하르는 일반적으로 세속적이며 1992년에 설립되었다. 알아크사 대학교는 1991년에 설립되었다. 알쿠드스 오픈 대학교는 1992년 시내 중심에 임대 건물에 가자 교육 지역 캠퍼스를 설립했으며, 처음에는 730명의 학생이 있었다. 학생 수가 급증함에 따라 나세르 지구에 최초의 대학 소유 건물을 건설했다. 2006-07년에는 3,778명의 학생이 등록했다.

### 공공 도서관
가자 공공 도서관은 웨흐다 거리에 위치하며 아랍어, 영어, 프랑스어 서적 약 10,000권을 소장하고 있다. 총 면적 약 1,410 제곱미터 (15,200 ft2)의 건물은 2층과 지하로 구성되어 있다. 도서관은 1996년부터 시장 아운 샤와가 이끄는 가자 시청, 됭케르크 시청, 그리고 세계은행 간의 협력을 통해 1999년에 개관했다. 도서관의 주요 목표는 수혜자의 요구를 충족시키는 정보원을 제공하고, 사용 가능한 정보원에 접근하기 위한 필요한 시설을 제공하며, 문화 행사, 세미나, 강의, 영화 상영, 비디오, 예술 및 도서 전시회와 같은 다양한 문화 프로그램을 조직하는 것이다.

## 랜드마크

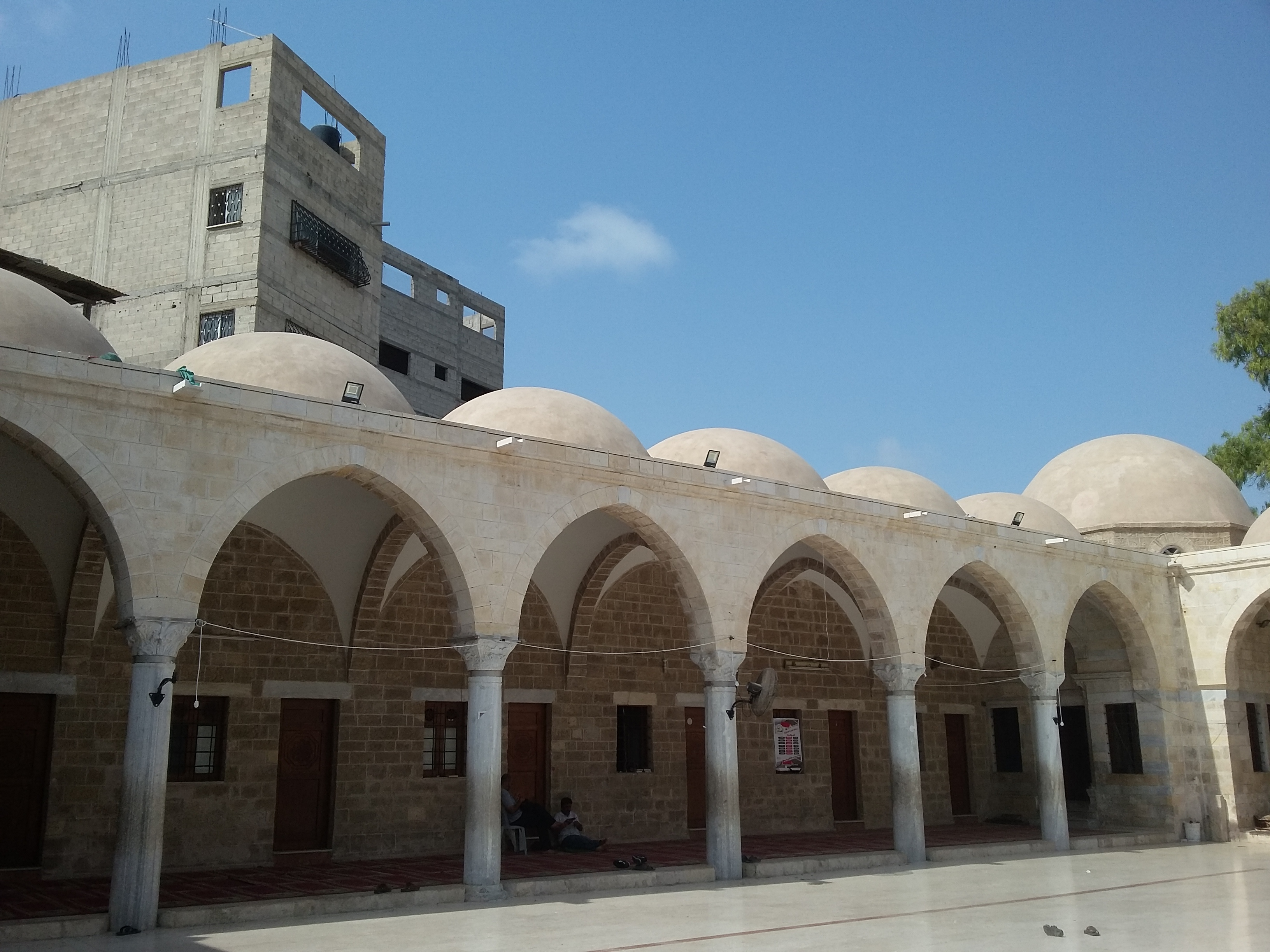
이슬람 예언자 무함마드의 증조부인 하심 이븐 압드 마나프 (서기 464-497년경)가 묻힌 곳으로 여겨지는 사예드 알 하심 모스크.

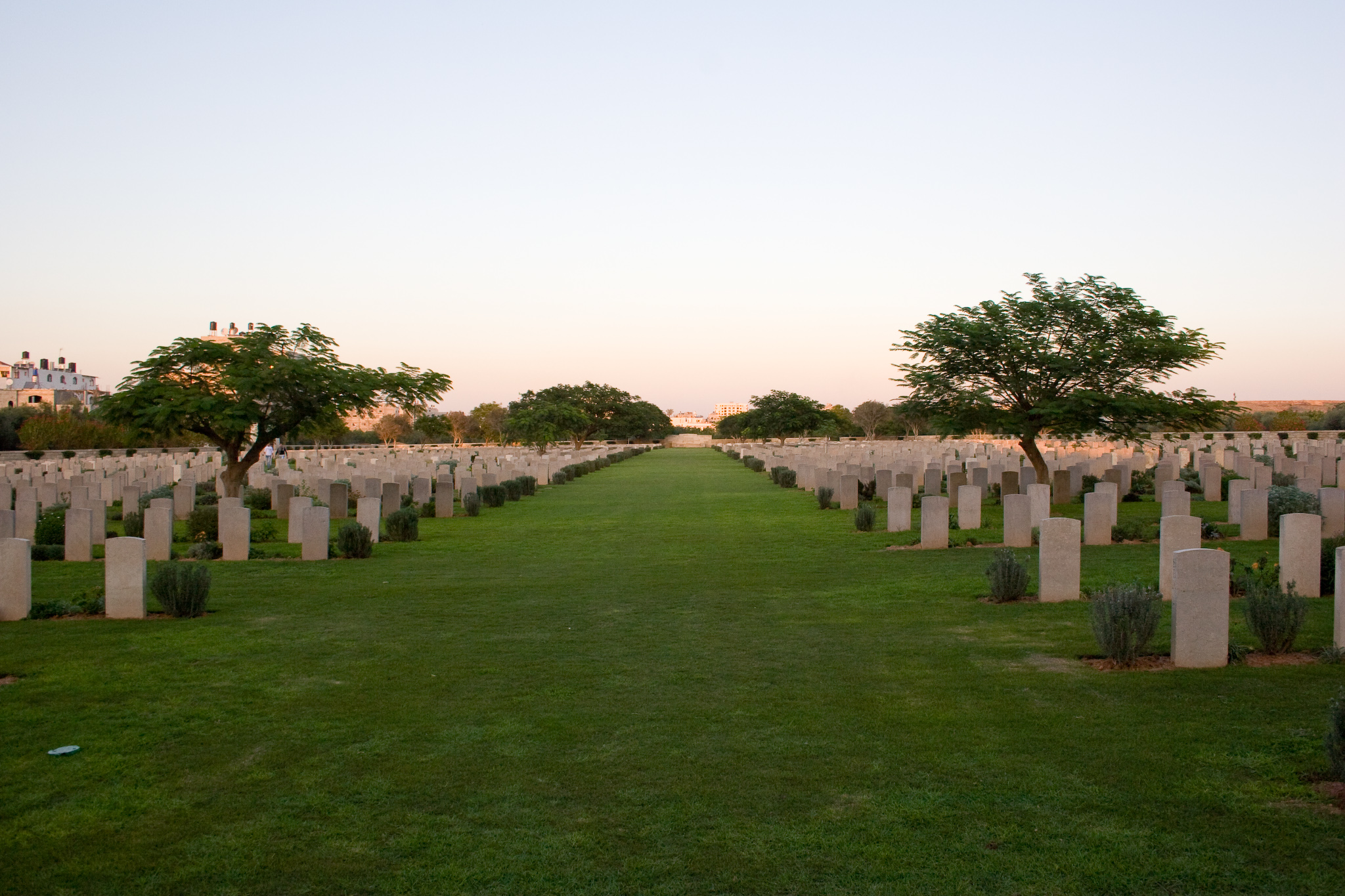
가자의 제1차 세계 대전 묘지

가자의 랜드마크로는 구 시가지의 대모스크가 있다. 원래 이교 사원이었던 이 건물은 비잔틴 제국에 의해 그리스 정교회로 봉헌되었고, 8세기에는 아랍인에 의해 모스크가 되었다. 십자군은 이를 교회로 바꾸었지만, 무슬림이 가자를 재정복한 직후 다시 모스크로 복원되었다. 이곳은 가자 지구에서 가장 오래되고 큰 모스크이다.
구 시가지의 다른 모스크로는 맘루크 시대의 알사예드 하셈 모스크가 있는데, 이곳의 돔에는 하심 이븐 압드 마나프의 무덤이 안치되어 있다고 믿어진다. 또한 1334년으로 거슬러 올라가는 인근의 카팁 알 웰라야 모스크도 있다. 슈자이야에는 1402년 나블루스 출신의 아흐마드 이븐 우스만이 건설한 이븐 우스만 모스크와 1455년 맘루크 마조르도모 비르디바크 알-아슈라피가 건설한 마흐카마 모스크가 있다. 투파에는 1324년에 건설되었으며 성인 알리 이븐 마르완의 무덤이 있는 이븐 마르완 모스크가 있다.
리말에 위치한 무명용사 광장은 1948년 전쟁에서 사망한 미상의 팔레스타인 전투병을 기리는 기념비이다. 1967년 이스라엘군에 의해 기념비가 철거되었고 모래밭으로 남아있다가, 노르웨이의 자금 지원으로 공공 정원이 건설되었다. 카스르 알 바샤는 원래 맘루크 시대의 빌라로, 나폴레옹이 가자에 잠시 머무는 동안 사용되었으며, 현재는 구 시가지에 위치한 여학교이다. 영국 전쟁 묘지로 자주 불리는 영연방 가자 전쟁 묘지에는 제1차 세계 대전에서 전사한 연합군 병사들의 무덤이 안치되어 있다. 이 묘지는 도시 중심에서 북동쪽으로 1.5 km (1 mi) 떨어진 투파 지구, 살라흐 알 딘 로드 근처에 위치해 있다.

## 인프라

### 용수 공급 및 위생
팔레스타인 중앙통계국의 1997년 인구조사에 따르면 가자 주민의 98.1%가 공공 물 공급에 연결되어 있었고, 나머지는 사설 시스템을 사용했다. 약 87.6%는 공공 하수 시스템에 연결되어 있었고 11.8%는 정화조를 사용했다. 가자에 대한 봉쇄는 도시의 물 공급을 심각하게 제한했다. 식수용 6개 주요 우물은 작동하지 않았고, 인구의 약 50%는 정기적으로 물을 공급받지 못했다. 시 당국은 전기 부족으로 인해 "짠 우물"을 통해 물을 펌프질할 수밖에 없었다고 주장했다. 매일 약 2천만 리터의 원수 하수와 4천만 리터의 부분 처리된 물이 지중해로 흘러 들어갔고, 미처리 하수는 곤충과 쥐를 번식시켰다.
"물 부족 국가"인 가자는 와디 가자의 물에 크게 의존한다. 가자 대수층은 가자의 주요 양질의 물 공급원이다. 그러나 와디 가자의 물 대부분은 예루살렘으로 운반된다.

### 전력망
2002년 가자는 엔론이 건설한 자체 발전소를 가동하기 시작했다. 그러나 이 발전소는 2006년 이스라엘 방위군에 의해 폭격당하고 파괴되었다. 발전소 파괴 전까지 이스라엘은 이스라엘 전력공사를 통해 가자에 추가 전력을 공급했다. 발전소는 2007년 12월까지 부분적으로 재건되었고, 이스라엘 전기는 계속 가자에 판매되고 있다.

### 고형 폐기물 관리
고형 폐기물 관리는 오늘날 가자 주민들이 직면한 주요 문제 중 하나이다. 이러한 문제는 여러 요인에 기인한다. 환경 시스템에 대한 투자 부족, 환경 프로젝트에 대한 관심 부족, 법 집행 부재 및 위기 관리에 대한 경향 등이 그것이다. 이 문제의 주요 측면 중 하나는 이스라엘의 폭격으로 인해 발생하는 엄청난 양의 잔해와 파편이다.
예를 들어, 보호의 장벽 작전으로 인한 피해 규모는 전례가 없다. 가자 지구의 모든 주들은 광범위한 공중 폭격, 해군 포격 및 포병 사격을 겪었으며, 이로 인해 상당한 양의 잔해가 발생했다. 최근 통계에 따르면 2백만 톤 이상의 잔해가 발생했다. 13층짜리 주거 건물 두 채를 포함하여 약 10,000채의 주택이 완전히 파괴되었다. 엄청난 양의 잔해가 가자 곳곳에 흩어져 있다. 이 문제를 해결하려면 심각한 노력과 막대한 예산이 필요하다. 더욱이, 2008년 전쟁 이후 UNEP 연구에 따르면, 잔해는 PAHs와 아마도 폴리클로로바이페닐(PCBs), 다이옥신, 퓨란 화합물로 오염되었을 가능성이 매우 높다. 2024년 1월, 이스라엘군은 가자 시티의 주요 저수지인 알-발라드와 알-리말을 파괴했다.

## 보건

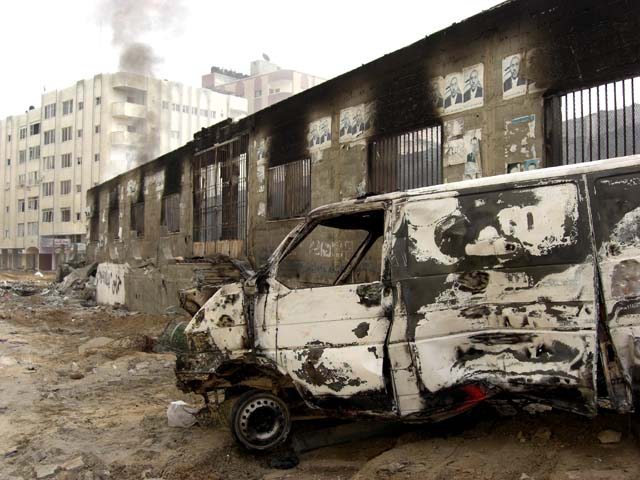
2009년 이스라엘 포격 후 알쿠드스 병원, 가자 시티

알시파 병원("치유")은 1940년대 영국 위임통치 정부에 의해 리말 지구에 설립되었다. 군 막사에 수용되었던 이 병원은 원래 발열성 질병에 대한 격리 및 치료를 제공했다. 이집트가 가자를 관리했을 때, 이 원래 부서는 이전되었고 알시파 병원은 도시의 중심 병원이 되었다. 1956년 수에즈 위기에서 가자 지구를 점령한 후 이스라엘이 철수한 후, 이집트 대통령 가말 압델 나세르는 알시파 병원을 확장하고 개선하도록 지시했다. 그는 또한 나세르 지구에 같은 이름의 두 번째 병원을 설립하도록 명령했다. 1957년, 격리 및 발열성 질병 병원은 재건되었고 나세르 병원으로 명명되었다. 오늘날 알시파 병원은 가자에서 가장 큰 의료 단지로 남아있다.
1950년대 후반, 하이데르 압델 샤피가 이끄는 새로운 보건 행정부인 반다르 가자("가자 지역")가 설립되었다. 반다르 가자는 필수적인 치료를 제공하는 정부 진료소를 설치하기 위해 도시 곳곳의 여러 방을 임대했다.

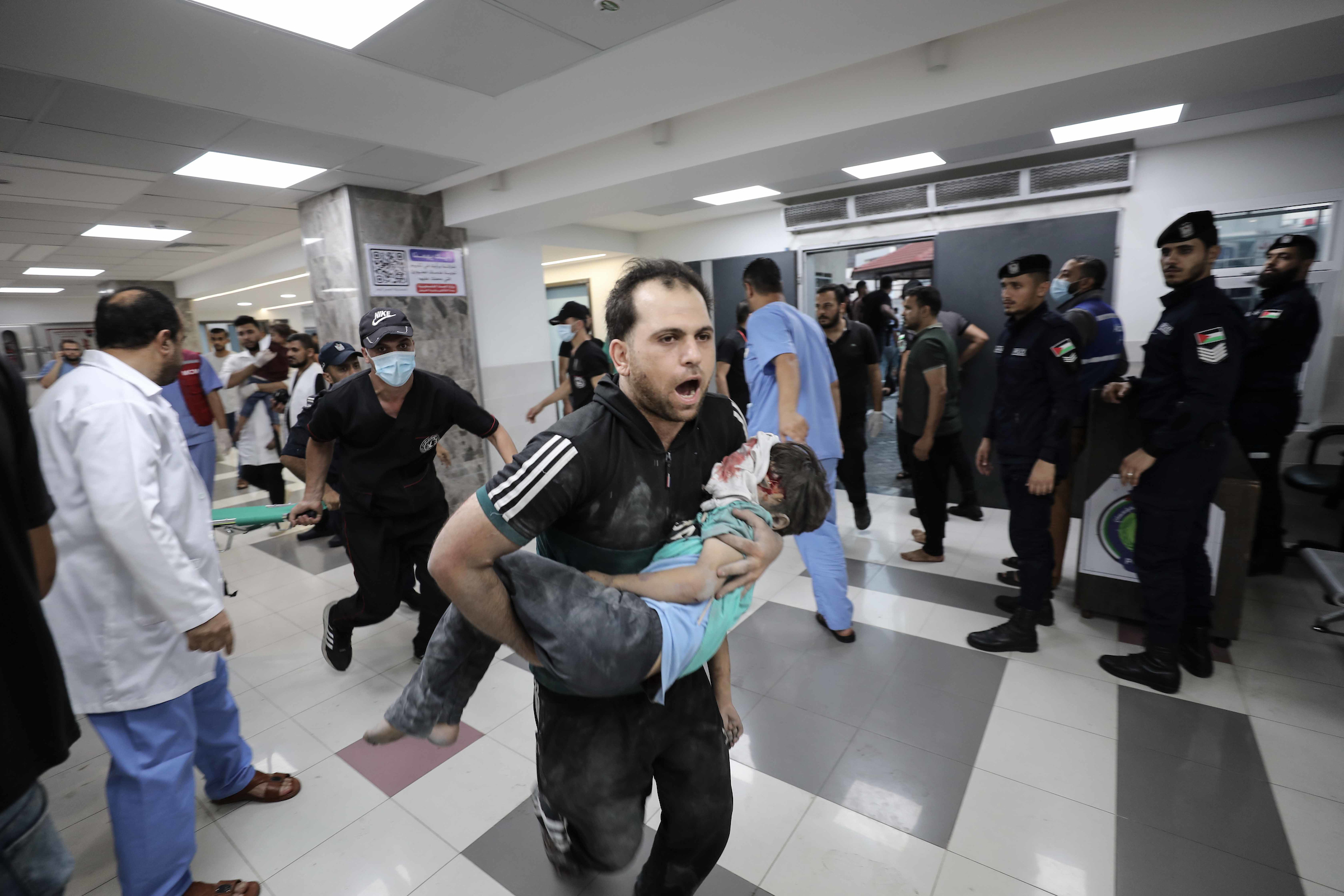
이스라엘-하마스 전쟁 중 2023년 10월 11일 가자 시티의 알시파 병원

성공회 선교회(CMS)가 1907년에 설립한 아흘리 아랍 병원은 제1차 세계 대전 중에 파괴되었다. 전쟁 후 CMS에 의해 재건되었고, 1955년에는 남침례 병원이 되었다. 1982년, 예루살렘 성공회 교구가 지도권을 맡았고 원래 이름이 복원되었다. 텔 알 하와 지역에 위치한 알쿠드스 병원은 팔레스타인 적신월사가 관리하며 가자에서 두 번째로 큰 병원이다.
2007년 병원에서는 매일 8-12시간 동안 정전이 발생했으며, 발전기에 필요한 경유가 부족했다. 세계보건기구 (WHO)에 따르면, 의료 진료를 위해 가자를 떠날 허가를 받은 환자의 비율은 2007년 1월 89.3%에서 2007년 12월 64.3%로 감소했다.
2010년, 가자의 알두라 병원 의료진은 예루살렘의 하다사 의료 센터에서 1년간 낭포성 섬유증 클리닉 훈련을 받았다. 이들이 가자로 돌아온 후 알두라 병원에 낭포성 섬유증 센터가 설립되었지만, 가장 심각한 환자는 하다사로 이송된다.
알란티시 병원은 아동을 위한 치료를 제공한다.

## 교통

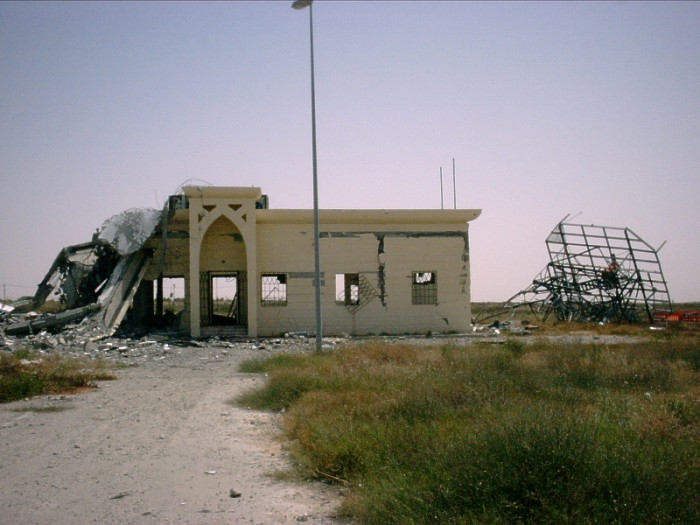
남부 가자 지구 야세르 아라파트 국제공항 폐허, 2002년

라시드 해안 도로는 가자 해안선을 따라 이어져 북쪽과 남쪽으로 가자 지구의 나머지 해안선과 연결된다. 가자 지구의 주요 고속도로인 살라흐 알 딘 로드 (현대 비아 마리스)는 가자 시티 중앙을 통과하여 남쪽의 데이르 알발라, 칸유니스, 라파와 북쪽의 자발리아, 베이트하눈을 연결한다. 살라흐 알 딘 거리의 북쪽 이스라엘로 넘어가는 통로는 에레즈 국경검문소이고, 이집트로 넘어가는 통로는 라파 국경검문소이다.
오마르 무크타르 거리는 도시의 주요 남북 도로로, 살라흐 알 딘 거리에서 갈라져 리말 해안선과 금 시장에서 끝나는 구 시가지까지 이어진다. 가자 지구 봉쇄 이전에는 요르단강 서안 지구의 라말라와 헤브론으로 가는 정기적인 공동 택시 노선이 있었다. 개인 차량을 제외하고 가자 시티는 택시와 버스로 운행된다.
라파 근처의 야세르 아라파트 국제공항은 1998년 가자에서 남쪽으로 40 킬로미터 (25 mi) 떨어진 곳에 개항했다. 활주로와 시설은 2001년과 2002년에 이스라엘 방위군에 의해 손상되어 공항을 사용할 수 없게 되었다. 2010년에는 팔레스타인인들이 돌과 재활용 건축 자재를 찾으려 활주로를 파괴했다. 이스라엘의 벤 구리온 국제공항은 도시에서 북동쪽으로 약 75 킬로미터 (47 mi) 떨어져 있다.

## 국제 관계

### 자매 도시
가자는 다음과 자매 결연되어 있다.
| - 텔아비브, 이스라엘 (1998) - 됭케르크, 프랑스 (1996) - 토리노, 이탈리아 (1997) - 타브리즈, 이란 | - 트롬쇠, 노르웨이 (2001) - 카스카이스, 포르투갈 - 바르셀로나, 스페인 (1998) - 카세레스, 스페인 (2010) |

## 같이 보기
- 가자 학살
- 팔레스타인 자치 정부 관리 도시 목록
- 가자 통치자 목록
- 팔레스타인국 개요

## 내용주
1. 2023년 12월 30일, 월스트리트 저널은 "뉴욕 시립 대학교와 오리건 주립 대학교의 원격 탐사 전문가들이 위성 데이터를 분석한 결과, 폭격이 가장 심했던 가자 북부의 건물 중 80%가 손상되거나 파괴되었다."고 보도했다.[1]
2. ↑  2023년 12월 30일, 월스트리트 저널은 "뉴욕 시립 대학교와 오리건 주립 대학교의 원격 탐사 전문가들이 위성 데이터를 분석한 결과, 폭격이 가장 심했던 가자 북부의 건물 중 80%가 손상되거나 파괴되었다."고 보도했다.[2]
3. ↑  i/ˈɡɑːzə/ 틀:Respell;[6] 아랍어: غَزَّة Ġazzah[*], ar; 팔레스타인 아랍어: Ġazzeh, IPA: [ˈɣæ.zɜ]

## 참고 문헌
- Abu-Lughod, J.; Dumper, Michael (2007). 《Cities of the Middle East and North Africa: A Historical Encyclopedia》. ABC-CLIO. ISBN 978-1-57607-919-5.
- Barron, J.B., 편집. (1923). 《Palestine: Report and General Abstracts of the Census of 1922》. Government of Palestine.
- Bitton-Askeloni, Bruria; Kofsky, Arieh (2004). 《Christian Gaza In Late Antiquity》. BRILL. ISBN 978-90-04-13868-1.
- Butt, Gerald (1995). 《Life at the crossroads: a history of Gaza》. Rimal Publications. ISBN 1-900269-03-1.
- Chilton, John; Hydrogeologists, International Association of (1999). 《Groundwater in the Urban Environment: Proceedings of the XXVII IAH Congress on Groundwater in the Urban Environment, Nottingham UK, 21–27 September 1997》. Taylor and Francis. ISBN 978-90-5410-924-2.
- Cohen, Amnon; Lewis, Bernard (1978). 《Population and Revenue in the Towns of Palestine in the Sixteenth Century》. Princeton University Press. ISBN 978-1-4008-6779-0.
- Department of Statistics (1945). 《Village Statistics, April, 1945》. Government of Palestine.
- Doumani, B. (1995). 《Rediscovering Palestine: Merchants and Peasants in Jabal Nablus, 1700–1900》. University of California Press. ISBN 0-520-20370-4.
- Dowling, Theodore Edward. 《Gaza: A City of Many Battles (from the family of Noah to the Present Day)》. 런던: S.P.C.K. ISBN 1514878526.
- Dumper, Michael; Stanley, Bruce E.; Abu-Lughod, J. (2007). 《Cities of the Middle East and North Africa: A Historical Encyclopedia》. ABC-CLIO. ISBN 978-1-57607-919-5.
- Feldman, Ilana (2008). 《Governing Gaza: Bureaucracy, Authority, and the Work of Rule, 1917–1967》. Duke University Press. ISBN 978-0-8223-4240-3.
- Filiu, J.-P. (2014). 《Gaza: A History》. Oxford University Press. ISBN 978-0-19-020189-0.
- 틀:A History of Palestine, 634–1099
- Hadawi, S. (1970). 《Village Statistics of 1945: A Classification of Land and Area ownership in Palestine》. Palestine Liberation Organization Research Center. 2018년 12월 8일에 원본 문서에서 보존된 문서. 2018년 10월 4일에 확인함.
- Husseini, Rafiq; Barnea, Tamara (2002). 《Separate and Cooperate, Cooperate and Separate: The Disengagement of the Palestine Health Care System from Israel and Its Emergence as an Independent System》. Greenwood Publishing Group. ISBN 0-275-97583-5.
- Hütteroth, W.-D.; Abdulfattah, K. (1977). 《Historical Geography of Palestine, Transjordan and Southern Syria in the Late 16th Century》. Erlanger Geographische Arbeiten, Sonderband 5. Erlangen, Germany: Vorstand der Fränkischen Geographischen Gesellschaft. ISBN 3-920405-41-2.
- Makhon le-minhal tsiburi be-Yiśraʼel (1966). 《Public Administration in Israel and Abroad》. Israel Institute of Public Administration.
- Jacobs, Daniel; Eber, Shirley; Silvani, Francesca (1998). 《Israel and the Palestinian territories》. Rough Guides. ISBN 978-1-85828-248-0.
- Kennedy, Hugh (2007). 《The Great Arab Conquests: How the Spread of Islam Changed the World We Live In》. 필라델피아: Da Capo Press. ISBN 978-0-306-81585-0.
- Le Strange, G. (1890). 《Palestine Under the Moslems: A Description of Syria and the Holy Land from A.D. 650 to 1500》. Committee of the 팔레스타인 탐사 기금.
- Lipchin, Clive; Pallant, Eric; Saranga, Danielle (2007). 《Integrated Water Resources Management and Security in the Middle East》. Springer. ISBN 978-1-4020-5984-1.
- Meyer, Martin Abraham (1907). 《History of the city of Gaza: from the earliest times to the present day》. Columbia University Press.
- de Miroschedji, Pierre; Sadeq, Moain (2008). 〈Sakan, Tell es-〉. 《The New Encyclopedia of Archaeological Excavations in the Holy Land》. 5: Supplementary Volume. 이스라엘 탐사 협회/성서 고고학 학회 (BAS). 2024년 6월 23일에 원본 문서에서 보존된 문서. 2024년 6월 23일에 확인함 – BAS Library 경유.
- Patai, R. (1999). 《The Children of Noah: Jewish Seafaring in Ancient Times》 3, illurat판. Princeton University Press. ISBN 978-0-691-00968-1.
- Pringle, D. (1993). 《The Churches of the Crusader Kingdom of Jerusalem: Volume I A-K (excluding Acre and Jerusalem)》. 케임브리지 대학교 출판부. ISBN 0-521-39036-2.
- Ring, Trudy; Salkin, Robert M.; Schellinger, Paul E. (1994). 《International Dictionary of Historic Places》. Taylor & Francis. ISBN 978-1-884964-03-9.
- Robinson, E.; Smith, E. (1841). 《Biblical Researches in Palestine, Mount Sinai and Arabia Petraea: A Journal of Travels in the year 1838》 2. 보스턴: 크로커 & 브루스터.
- Sabbagh, K. (2008). 《Palestine: History of a Lost Nation》. Grove Press. ISBN 978-1-900949-48-4.
- Shahin, Mariam (2005). 《Palestine: A Guide》. Interlink Books. ISBN 1-56656-557-X.
- Sharon, M. (2009). 《Corpus Inscriptionum Arabicarum Palaestinae, G》 4. BRILL. ISBN 978-90-04-17085-8.
- Shatzman, I. (1991). 《The armies of the Hasmonaeans and Herod: from Hellenistic to Roman frameworks》. Mohr Siebeck. ISBN 978-3-16-145617-6.
- Sheehan, Sean (2000). 《Israel Handbook: With the Palestinian Authority Areas》. Footprint Travel Guides. ISBN 978-1-900949-48-4.
- Ze'evi, Dror (1996). 《An Ottoman Century: The District of Jerusalem in the 1600s》. SUNY Press. ISBN 0-7914-2915-6.